# 忍たま乱太郎のエピソード一覧 (第1期 - 第10期)
忍たま乱太郎のエピソード一覧 (第1期 - 第10期)（にんたまらんたろうのエピソードいちらん）では、テレビアニメ『忍たま乱太郎』で第1期から第10期に放送された各話タイトルおよびスタッフリストについて記述する。
ここでは「〜の段」は省略する。話数・放送日は公式サイトに基づく。

## 第1期
1993年4月10日から1994年3月19日まで放送された。全47話（各前後編）。
本シリーズのみ30分アニメ。第37話と第38話は総集編となっている。
| 話数   | サブタイトル             | 脚本              | 絵コンテ                                                       | 演出                                                           | 作画監督                                     | 初放送日       |
| ------ | ------------------------ | ----------------- | -------------------------------------------------------------- | -------------------------------------------------------------- | -------------------------------------------- | -------------- |
| 第1話  | 忍術学園入学             | 浦沢義雄          | 芝山努                                                         | 青木佐恵子                                                     | 木村文代                                     | 1993年 4月10日 |
| 第1話  | くノ一教室はおそろしい   | 浦沢義雄          | 青木佐恵子                                                     | 青木佐恵子                                                     | 木村文代                                     | 1993年 4月10日 |
| 第2話  | 変な忍者                 | 浦沢義雄          | 鈴木卓夫                                                       | 鈴木卓夫                                                       | 今沢恵子                                     | 4月17日        |
| 第2話  | 学園長の思いつき         | 浦沢義雄          | 鈴木卓夫                                                       | 鈴木卓夫                                                       | 今沢恵子                                     | 4月17日        |
| 第3話  | 消えたしんべヱ           | 橋本裕志          | 小林孝志                                                       | 小林孝志                                                       | 工藤裕加                                     | 4月24日        |
| 第3話  | 謎の分身忍者             | 橋本裕志          | 小林孝志                                                       | 小林孝志                                                       | 工藤裕加                                     | 4月24日        |
| 第4話  | 楽しいゴールデンウィーク | 浦沢義雄          | 佐山聖子                                                       | 佐山聖子                                                       | 今沢恵子                                     | 5月1日         |
| 第4話  | しんべヱ疑われる         | 浦沢義雄          | 佐山聖子                                                       | 佐山聖子                                                       | 今沢恵子                                     | 5月1日         |
| 第5話  | 剣豪・花房牧之介         | 浦沢義雄          | 青木佐恵子                                                     | 青木佐恵子                                                     | 林桂子                                       | 5月8日         |
| 第5話  | 一番偉いのは誰           | 浦沢義雄          | 青木佐恵子                                                     | 青木佐恵子                                                     | 林桂子                                       | 5月8日         |
| 第6話  | くノ一教室に潜入せよ     | 浦沢義雄          | 冨永恒雄                                                       | 冨永恒雄                                                       | 数井浩子                                     | 5月15日        |
| 第6話  | しんべヱがいない         | 浦沢義雄          | 冨永恒雄                                                       | 冨永恒雄                                                       | 西野理恵                                     | 5月15日        |
| 第7話  | 忍びの天才               | 橋本裕志          | 鈴木卓夫                                                       | 鈴木卓夫                                                       | 今沢恵子                                     | 5月22日        |
| 第7話  | 盗賊退治                 | 橋本裕志          | 鈴木卓夫                                                       | 鈴木卓夫                                                       | 今沢恵子                                     | 5月22日        |
| 第8話  | 武道大会                 | 浦沢義雄          | 楠美直子                                                       | 楠美直子                                                       | 木村文代                                     | 5月29日        |
| 第8話  | 麗しき友情               | 浦沢義雄          | 楠美直子                                                       | 楠美直子                                                       | 木村文代                                     | 5月29日        |
| 第9話  | 密使・新九郎             | 橋本裕志          | 小林孝志                                                       | 小林孝志                                                       | 毛利和昭                                     | 6月5日         |
| 第9話  | ナメコ城へ走れ           | 橋本裕志          | 小林孝志                                                       | 小林孝志                                                       | 工藤裕加                                     | 6月5日         |
| 第10話 | 泳げない海賊             | 浦沢義雄          | 佐山聖子                                                       | 佐山聖子                                                       | 今沢恵子                                     | 6月12日        |
| 第10話 | 恋の病                   | 浦沢義雄          | 佐山聖子                                                       | 佐山聖子                                                       | 今沢恵子                                     | 6月12日        |
| 第11話 | 山田先生狙われる         | 浦沢義雄          | 青木佐恵子                                                     | 青木佐恵子                                                     | 林桂子                                       | 6月19日        |
| 第11話 | 合同授業                 | 浦沢義雄          | 青木佐恵子                                                     | 青木佐恵子                                                     | 林桂子                                       | 6月19日        |
| 第12話 | キノコ山縦断訓練         | 橋本裕志          | 冨永恒雄                                                       | 冨永恒雄                                                       | 数井浩子                                     | 6月19日        |
| 第12話 | 再び剣豪・花房牧之介     | 橋本裕志          | 冨永恒雄                                                       | 冨永恒雄                                                       | 西野理恵                                     | 6月19日        |
| 第13話 | 父の敵                   | 浦沢義雄          | 鈴木卓夫                                                       | 鈴木卓夫                                                       | 今沢恵子                                     | 7月3日         |
| 第13話 | 夏休みがなくなる         | 浦沢義雄          | 鈴木卓夫                                                       | 鈴木卓夫                                                       | 今沢恵子                                     | 7月3日         |
| 第14話 | 学園長の掛け軸           | 浦沢義雄          | 楠美直子                                                       | 楠美直子                                                       | 木村文代                                     | 7月10日        |
| 第14話 | 神様のお告げ             | 浦沢義雄          | 楠美直子                                                       | 楠美直子                                                       | 藤森雅也                                     | 7月10日        |
| 第15話 | マイタケ城の殿           | 橋本裕志          | 遠藤克己                                                       | 福多潤                                                         | 毛利和昭                                     | 7月17日        |
| 第15話 | 食糧を奪え！             | 橋本裕志          | 遠藤克己                                                       | 福多潤                                                         | 毛利和昭                                     | 7月17日        |
| 第16話 | 第三協栄丸の船           | 浦沢義雄          | 青木佐恵子                                                     | 青木佐恵子                                                     | 林桂子                                       | 7月24日        |
| 第16話 | ひえた八方斎             | 浦沢義雄          | 青木佐恵子                                                     | 青木佐恵子                                                     | 林桂子                                       | 7月24日        |
| 第17話 | しんべヱのごめん         | 浦沢義雄          | 冨永恒雄                                                       | 冨永恒雄                                                       | 数井浩子                                     | 7月24日        |
| 第17話 | いろいろな秋             | 浦沢義雄          | 冨永恒雄                                                       | 冨永恒雄                                                       | 西野理恵                                     | 7月24日        |
| 第18話 | 悩める人々               | 橋本裕志          | 鈴木卓夫                                                       | 鈴木卓夫                                                       | 今沢恵子                                     | 8月7日         |
| 第18話 | 名刀極楽丸               | 橋本裕志          | 鈴木卓夫                                                       | 鈴木卓夫                                                       | 今沢恵子                                     | 8月7日         |
| 第19話 | 消えた茶わん             | 浦沢義雄          | 河内日出夫                                                     | 河内日出夫                                                     | 河内日出夫                                   | 8月14日        |
| 第19話 | 新出茂橋郎の屋敷         | 浦沢義雄          | 河内日出夫                                                     | 河内日出夫                                                     | 河内日出夫                                   | 8月14日        |
| 第20話 | すぐれた弟               | 浦沢義雄          | 遠藤克己                                                       | 福多潤                                                         | 毛利和昭                                     | 8月21日        |
| 第20話 | 幻のマツタケ             | 浦沢義雄          | 遠藤克己                                                       | 福多潤                                                         | 敷島博英                                     | 8月21日        |
| 第21話 | 夏休みボケ               | 橋本裕志          | 佐山聖子                                                       | 佐山聖子                                                       | 今沢恵子                                     | 8月28日        |
| 第21話 | 噂の転校生               | 橋本裕志          | 佐山聖子                                                       | 佐山聖子                                                       | 今沢恵子                                     | 8月28日        |
| 第22話 | 天才丸と秀才丸           | 橋本裕志          | 佐山聖子                                                       | 佐山聖子                                                       | 今沢恵子                                     | 9月4日         |
| 第22話 | 秋風が身にしみる         | 橋本裕志          | 佐山聖子                                                       | 佐山聖子                                                       | 今沢恵子                                     | 9月4日         |
| 第23話 | ジュンコとジュンイチ     | 浦沢義雄          | 楠美直子                                                       | 楠美直子                                                       | 木村文代                                     | 9月11日        |
| 第23話 | 風林火山                 | 浦沢義雄          | 楠美直子                                                       | 楠美直子                                                       | 木村文代                                     | 9月11日        |
| 第24話 | 宝のツボ                 | 浦沢義雄          | 鈴木卓夫                                                       | 鈴木卓夫                                                       | 今沢恵子                                     | 9月18日        |
| 第24話 | ドケチ失敗               | 浦沢義雄          | 鈴木卓夫                                                       | 鈴木卓夫                                                       | 今沢恵子                                     | 9月18日        |
| 第25話 | 忍たま助太刀             | 橋本裕志          | 久米一成                                                       | 久米一成                                                       | 久米一成                                     | 9月25日        |
| 第25話 | 学園長のお汁粉           | 橋本裕志          | 鈴木卓夫                                                       | 鈴木卓夫                                                       | 金子紀男                                     | 9月25日        |
| 第26話 | 危険な遠足               | 浦沢義雄          | 青木佐恵子                                                     | 青木佐恵子                                                     | 林桂子                                       | 10月2日        |
| 第26話 | 山賊兄弟                 | 浦沢義雄          | 青木佐恵子                                                     | 青木佐恵子                                                     | 林桂子                                       | 10月2日        |
| 第27話 | 内気な忍者               | 橋本裕志          | 山田みちしろ                                                   | 山田みちしろ                                                   | 山田みちしろ                                 | 10月9日        |
| 第27話 | イライラ忍者             | 橋本裕志          | 山田みちしろ                                                   | 山田みちしろ                                                   | 山田みちしろ                                 | 10月9日        |
| 第28話 | ただのドケチじゃない     | 浦沢義雄          | 冨永恒雄                                                       | 冨永恒雄                                                       | 西野理恵                                     | 10月16日       |
| 第28話 | 学園長のワラ人形         | 浦沢義雄          | 冨永恒雄                                                       | 冨永恒雄                                                       | 数井浩子                                     | 10月16日       |
| 第29話 | 一年は組を守れ！         | 浦沢義雄          | 望月智充                                                       | 望月智充                                                       | 木村文代                                     | 10月23日       |
| 第29話 | 困ったきり丸             | 浦沢義雄          | 望月智充                                                       | 望月智充                                                       | 木村文代                                     | 10月23日       |
| 第30話 | 盗まれた表札             | 浦沢義雄          | 佐山聖子                                                       | 佐山聖子                                                       | 今沢恵子                                     | 10月30日       |
| 第30話 | 表札の秘密               | 浦沢義雄          | 佐山聖子                                                       | 佐山聖子                                                       | 今沢恵子                                     | 10月30日       |
| 第31話 | お姫さまは？             | 橋本裕志          | 佐々木和宏                                                     | 佐々木和宏                                                     | 藤森雅也                                     | 11月6日        |
| 第31話 | 山賊アルバイト           | 橋本裕志          | 佐々木和宏                                                     | 佐々木和宏                                                     | 藤森雅也                                     | 11月6日        |
| 第32話 | 黒こげパン蔵             | 浦沢義雄          | 青木佐恵子                                                     | 青木佐恵子                                                     | 林桂子                                       | 11月13日       |
| 第32話 | たたみの切れはし         | 浦沢義雄          | 青木佐恵子                                                     | 青木佐恵子                                                     | 林桂子                                       | 11月13日       |
| 第33話 | 母ちゃん学園に来る       | 橋本裕志          | 鈴木卓夫                                                       | 鈴木卓夫                                                       | 金子紀男                                     | 11月20日       |
| 第33話 | 父ちゃん出世する         | 橋本裕志          | 鈴木卓夫                                                       | 鈴木卓夫                                                       | 金子紀男                                     | 11月20日       |
| 第34話 | 床下の毒薬               | 浦沢義雄          | 冨永恒雄                                                       | 冨永恒雄                                                       | 数井浩子                                     | 11月27日       |
| 第34話 | きりちゃん失敗           | 浦沢義雄          | 冨永恒雄                                                       | 冨永恒雄                                                       | 西野理恵                                     | 11月27日       |
| 第35話 | 手裏剣コンクール         | 浦沢義雄          | 望月智充                                                       | 望月智充                                                       | 木村文代                                     | 12月4日        |
| 第35話 | 燃えるメニュー           | 浦沢義雄          | 望月智充                                                       | 望月智充                                                       | 木村文代                                     | 12月4日        |
| 第36話 | ニセ金だ！               | 橋本裕志          | 佐山聖子                                                       | 佐山聖子                                                       | 今沢恵子                                     | 12月11日       |
| 第36話 | 犯人は誰？               | 橋本裕志          | 佐山聖子                                                       | 佐山聖子                                                       | 今沢恵子                                     | 12月11日       |
| 第37話 | きりちゃんアルバイト     | 浦沢義雄          | 芝山努 青木佐恵子 佐山聖子 鈴木卓夫 河内日出夫 永恒雄 望月智充 | 芝山努 青木佐恵子 佐山聖子 鈴木卓夫 河内日出夫 永恒雄 望月智充 | 木村文代 今沢恵子 林桂子 河内日出夫 数井浩子 | 12月18日       |
| 第37話 | きりちゃんドケチ         | 浦沢義雄          | 芝山努 青木佐恵子 佐山聖子 鈴木卓夫 河内日出夫 永恒雄 望月智充 | 芝山努 青木佐恵子 佐山聖子 鈴木卓夫 河内日出夫 永恒雄 望月智充 | 木村文代 今沢恵子 林桂子 河内日出夫 数井浩子 | 12月18日       |
| 第38話 | ツヨーイしんべヱ         | 浦沢義雄 橋本裕志 | 芝山努 青木佐恵子 楠見直子 佐山聖子                            | 芝山努 青木佐恵子 楠見直子 佐山聖子                            | 木村文代 今沢恵子                            | 12月25日       |
| 第38話 | 落第忍者                 | 浦沢義雄 橋本裕志 | 芝山努 青木佐恵子 楠見直子 佐山聖子                            | 芝山努 青木佐恵子 楠見直子 佐山聖子                            | 木村文代 今沢恵子                            | 12月25日       |
| 第38話 | 一番えらいのは？         | 浦沢義雄 橋本裕志 | 芝山努 青木佐恵子 楠見直子 佐山聖子                            | 芝山努 青木佐恵子 楠見直子 佐山聖子                            | 木村文代 今沢恵子                            | 12月25日       |
| 第39話 | 盗まれた鉄砲             | 浦沢義雄          | 鈴木卓夫                                                       | 鈴木卓夫                                                       | 生田目康裕                                   | 1994年 1月8日  |
| 第39話 | 対決！ドクタケ城         | 浦沢義雄          | 鈴木卓夫                                                       | 鈴木卓夫                                                       | 清水保行                                     | 1994年 1月8日  |
| 第40話 | 忍たま追試               | 浦沢義雄          | 佐々木和宏                                                     | 佐々木和宏                                                     | 柳田義明                                     | 1月15日        |
| 第40話 | 金魚やーい！             | 浦沢義雄          | 佐々木和宏                                                     | 佐々木和宏                                                     | 柳田義明                                     | 1月15日        |
| 第41話 | 食堂取られた！           | 橋本裕志          | 青木佐恵子                                                     | 青木佐恵子                                                     | 河内日出夫                                   | 1月22日        |
| 第41話 | 温泉だあ！               | 橋本裕志          | 青木佐恵子                                                     | 青木佐恵子                                                     | 林桂子                                       | 1月22日        |
| 第42話 | ヘムヘムがいない！       | 浦沢義雄          | 佐藤竜雄                                                       | 佐藤竜雄                                                       | 山田みちしろ                                 | 2月5日         |
| 第42話 | ヘムヘムを返せ！         | 浦沢義雄          | 佐藤竜雄                                                       | 佐藤竜雄                                                       | 山田みちしろ                                 | 2月5日         |
| 第43話 | ソーセージへ！           | 浦沢義雄          | 望月智充                                                       | 望月智充                                                       | 木村文代                                     | 2月12日        |
| 第43話 | 二年生に勝つ！           | 浦沢義雄          | 望月智充                                                       | 望月智充                                                       | 木村文代                                     | 2月12日        |
| 第44話 | メチャ強い盗賊団         | 橋本裕志          | 佐山聖子                                                       | 佐山聖子                                                       | 今沢恵子                                     | 2月26日        |
| 第44話 | 弱点をさがせ！           | 橋本裕志          | 佐山聖子                                                       | 佐山聖子                                                       | 今沢恵子                                     | 2月26日        |
| 第45話 | おなかがイッパイ！       | 浦沢義雄          | 鈴木卓夫                                                       | 鈴木卓夫                                                       | 金子紀男                                     | 3月5日         |
| 第45話 | 心を鬼に！               | 浦沢義雄          | 鈴木卓夫                                                       | 鈴木卓夫                                                       | 久米一成                                     | 3月5日         |
| 第46話 | おばちゃん風邪をひく！   | 浦沢義雄          | 佐々木和宏                                                     | 佐々木和宏                                                     | 柳田義明                                     | 3月12日        |
| 第46話 | きり丸大モウケ           | 浦沢義雄          | 佐々木和宏                                                     | 佐々木和宏                                                     | 柳田義明                                     | 3月12日        |
| 第47話 | 先生になりたい           | 浦沢義雄          | 青木佐恵子                                                     | 青木佐恵子                                                     | 藤森雅也                                     | 3月19日        |
| 第47話 | 美しい日の出             | 浦沢義雄          | 青木佐恵子                                                     | 青木佐恵子                                                     | 林桂子                                       | 3月19日        |

放送休止
- 1994年1月1日：スミソニアン・アドベンチャー (18:00 - 18:30)、名画への旅 (18:30 - 18:40)
- 1994年1月29日：参議院本会議中継 (17:30 - 18:45)
- 1994年2月19日：1994年リレハンメルオリンピック (18:10 - 19:00)

## 第2期
1994年10月3日から1995年3月24日まで放送された。全120話、通算167回。
本シリーズより10分アニメとなり、河内日出夫が監督として加わる。また、ユキ役の声優が國府田マリ子から丹下桜に変更された。なお、丹下にとって本作が声優デビュー作となった。
| 話数通算       | サブタイトル         | 脚本     | 絵コンテ   | 演出           | 作画監督                         | 初放送日       |
| -------------- | -------------------- | -------- | ---------- | -------------- | -------------------------------- | -------------- |
| 第1話第48話    | 子持ち忍者           | 浦沢義雄 | 青木佐恵子 | 青木佐恵子     | 山田みちしろ                     | 1994年 10月3日 |
| 第2話第49話    | 昼寝をしたい         | 浦沢義雄 | 青木佐恵子 | 青木佐恵子     | 山田みちしろ                     | 10月4日        |
| 第3話第50話    | 謎の両替屋           | 浦沢義雄 | 青木佐恵子 | 青木佐恵子     | 山田みちしろ                     | 10月5日        |
| 第4話第51話    | 学級委員長は偉い     | 橋本裕志 | 鈴木卓夫   | 河内日出夫     | 河内日出夫                       | 10月6日        |
| 第5話第52話    | 山本シナ先生の正体   | 浦沢義雄 | 久米一成   | 久米一成       | 久米一成                         | 10月7日        |
| 第6話第53話    | 超一流の忍者         | 橋本裕志 | 鈴木卓夫   | 吉崎誠         | 吉崎誠                           | 10月10日       |
| 第7話第54話    | 鋭い目は誰だ？       | 橋本裕志 | 鈴木卓夫   | 吉崎誠         | 吉崎誠                           | 10月11日       |
| 第8話第55話    | ツイてる忍者         | 橋本裕志 | 鈴木卓夫   | 吉崎誠         | 吉崎誠                           | 10月12日       |
| 第9話第56話    | こりない花房牧之介   | 橋本裕志 | 久米一成   | 木村文代       | 木村文代                         | 10月13日       |
| 第10話第57話   | くノ一に負けるな     | 浦沢義雄 | 佐山聖子   | 佐山聖子       | 今沢恵子                         | 10月14日       |
| 第11話第58話   | 補習授業             | 浦沢義雄 | 阿部司     | 阿部司         | 阿部司                           | 10月17日       |
| 第12話第59話   | 俺が教えた           | 浦沢義雄 | 阿部司     | 阿部司         | 阿部司                           | 10月18日       |
| 第13話第60話   | 忍者は顔             | 浦沢義雄 | 阿部司     | 阿部司         | 阿部司                           | 10月19日       |
| 第14話第61話   | ヌルヌル大好き       | 橋本裕志 | 佐山聖子   | 佐山聖子       | 今沢恵子                         | 10月20日       |
| 第15話第62話   | きり丸のテスト       | 阪口和久 | 佐山聖子   | 佐山聖子       | 今沢恵子                         | 10月21日       |
| 第16話第63話   | 野草サラダ           | 浦沢義雄 | 佐山聖子   | 佐山聖子       | 今沢恵子                         | 10月24日       |
| 第17話第64話   | 裏々山の副組合長     | 浦沢義雄 | 佐山聖子   | 佐山聖子       | 今沢恵子                         | 10月25日       |
| 第18話第65話   | ありっ茸これっ茸     | 浦沢義雄 | 佐山聖子   | 佐山聖子       | 今沢恵子                         | 10月26日       |
| 第19話第66話   | 学園長の家出         | 浦沢義雄 | 青木佐恵子 | 野口大蔵       | 野口大蔵                         | 10月27日       |
| 第20話第67話   | おとめ心             | 浦沢義雄 | 青木佐恵子 | 野口大蔵       | 野口大蔵                         | 10月28日       |
| 第21話第68話   | 開校記念日           | 橋本裕志 | 楠見直子   | 林桂子         | 林桂子                           | 10月31日       |
| 第22話第69話   | 壷の中身             | 橋本裕志 | 楠見直子   | 林桂子         | 林桂子                           | 11月1日        |
| 第23話第70話   | 犯人は誰？           | 橋本裕志 | 楠見直子   | 林桂子         | 林桂子                           | 11月2日        |
| 第24話第71話   | 転職                 | 浦沢義雄 | 青木佐恵子 | 野口大蔵       | 野口大蔵                         | 11月3日        |
| 第25話第72話   | なくなった日記       | 阪口和久 | 小林常夫   | はしもとかつみ | はしもとかつみ 内山正幸          | 11月4日        |
| 第26話第73話   | 謎の経塚             | 浦沢義雄 | 青木佐恵子 | 中島豊秋       | 中島豊秋                         | 11月7日        |
| 第27話第74話   | 三百年前の先祖       | 浦沢義雄 | 青木佐恵子 | 中島豊秋       | 中島豊秋                         | 11月8日        |
| 第28話第75話   | 山田先生怒る         | 浦沢義雄 | 青木佐恵子 | 中島豊秋       | 中島豊秋                         | 11月9日        |
| 第29話第76話   | 変装大好き           | 浦沢義雄 | 小林常夫   | はしもとかつみ | はしもとかつみ                   | 11月10日       |
| 第30話第77話   | 決死のダイエット     | 阪口和久 | 小林常夫   | 内山正幸       | はしもとかつみ 内山正幸          | 11月11日       |
| 第31話第78話   | 山賊の落とし物       | 浦沢義雄 | 楠見直子   | 近藤優次       | 近藤優次                         | 11月14日       |
| 第32話第79話   | 高茶丸とクッキー太郎 | 浦沢義雄 | 楠見直子   | 近藤優次       | 近藤優次                         | 11月15日       |
| 第33話第80話   | 各座党               | 浦沢義雄 | 楠見直子   | 近藤優次       | 近藤優次                         | 11月16日       |
| 第34話第81話   | 斜堂先生             | 浦沢義雄 | 鈴木卓夫   | 大武正枝       | 大武正枝                         | 11月17日       |
| 第35話第82話   | 再々挑戦！牧之介     | 浦沢義雄 | 鈴木卓夫   | 大武正枝       | 大武正枝                         | 11月18日       |
| 第36話第83話   | 火の用心             | 橋本裕志 | 佐山聖子   | 佐山聖子       | 今沢恵子                         | 11月21日       |
| 第37話第84話   | 火が怖い             | 橋本裕志 | 佐山聖子   | 佐山聖子       | 今沢恵子                         | 11月22日       |
| 第38話第85話   | 火事だあ！           | 橋本裕志 | 佐山聖子   | 佐山聖子       | 今沢恵子                         | 11月23日       |
| 第39話第86話   | 忍者にむかない       | 浦沢義雄 | 鈴木卓夫   | 大武正枝       | 大武正枝                         | 11月24日       |
| 第40話第87話   | 上がり性をなおせ！   | 阪口和久 | 小林常夫   | 吉崎誠         | 吉崎誠                           | 11月25日       |
| 第41話第88話   | 団蔵がいない         | 浦沢義雄 | 青木佐恵子 | 野口大蔵       | 野口大蔵                         | 11月28日       |
| 第42話第89話   | 団蔵の父ちゃん       | 浦沢義雄 | 青木佐恵子 | 野口大蔵       | 野口大蔵                         | 11月29日       |
| 第43話第90話   | 横槍入十郎           | 浦沢義雄 | 青木佐恵子 | 野口大蔵       | 野口大蔵                         | 11月30日       |
| 第44話第91話   | しんべヱのパパが来た | 浦沢義雄 | 小林常夫   | 吉崎誠         | 吉崎誠                           | 12月1日        |
| 第45話第92話   | 氷泥棒を追え         | 阪口和久 | 小林常夫   | 吉崎誠         | 吉崎誠                           | 12月2日        |
| 第46話第93話   | 合い言葉なんか大嫌い | 浦沢義雄 | 楠見直子   | 木村文代       | 木村文代                         | 12月5日        |
| 第47話第94話   | 八方斎の狙い         | 浦沢義雄 | 楠見直子   | 木村文代       | 木村文代                         | 12月6日        |
| 第48話第95話   | きりちゃん危うし     | 浦沢義雄 | 楠見直子   | 木村文代       | 木村文代                         | 12月7日        |
| 第49話第96話   | 滝夜叉丸先輩         | 浦沢義雄 | 福本潔     | 秦義人         | 内山正幸 はしもとかつみ 服部一郎 | 12月8日        |
| 第50話第97話   | よく当たる占い       | 阪口和久 | 秦義人     | 秦義人         | 内山正幸 はしもとかつみ 服部一郎 | 12月9日        |
| 第51話第98話   | ヒゲ剃りが下手な男   | 橋本裕志 | 鈴木卓夫   | 阿部司         | 阿部司                           | 12月12日       |
| 第52話第99話   | 一年生対二年生       | 橋本裕志 | 鈴木卓夫   | 阿部司         | 阿部司                           | 12月13日       |
| 第53話第100話  | 苦手と戦え           | 橋本裕志 | 鈴木卓夫   | 阿部司         | 阿部司                           | 12月14日       |
| 第54話第101話  | しんべヱの風邪       | 浦沢義雄 | 秦義人     | 秦義人         | 服部一郎                         | 12月15日       |
| 第55話第102話  | 困った喧嘩           | 阪口和久 | 小林常夫   | 武内啓         | 武内啓 林桂子                    | 12月16日       |
| 第56話第103話  | 第三協栄丸のお歳暮   | 浦沢義雄 | 佐山聖子   | 佐山聖子       | 今沢恵子                         | 12月19日       |
| 第57話第104話  | 謎の事故             | 浦沢義雄 | 佐山聖子   | 佐山聖子       | 今沢恵子                         | 12月20日       |
| 第58話第105話  | 哀しき山賊           | 浦沢義雄 | 佐山聖子   | 佐山聖子       | 今沢恵子                         | 12月21日       |
| 第59話第106話  | マル秘メモ           | 阪口和久 | 小林常夫   | 林桂子         | 武内啓 林桂子                    | 12月22日       |
| 第60話第107話  | 新しい先生           | 橋本裕志 | 小林常夫   | 林桂子         | 武内啓 林桂子                    | 12月23日       |
| 第61話第108話  | 大掃除               | 浦沢義雄 | 木村哲     | 中島豊秋       | 中島豊秋                         | 12月26日       |
| 第62話第109話  | 冬休み               | 浦沢義雄 | 木村哲     | 中島豊秋       | 中島豊秋                         | 12月27日       |
| 第63話第110話  | ホントの忍術         | 浦沢義雄 | 木村哲     | 中島豊秋       | 中島豊秋                         | 12月28日       |
| 第64話第111話  | もちつき             | 浦沢義雄 | 小林常夫   | 関根昌之       | 関根昌之                         | 12月29日       |
| 第65話第112話  | 石川五十ヱ門         | 浦沢義雄 | 小林常夫   | 関根昌之       | 関根昌之                         | 12月30日       |
| 第66話第113話  | 凧上げ大会           | 橋本裕志 | 青木佐恵子 | 近藤優次       | 近藤優次                         | 1995年 1月4日  |
| 第67話第114話  | 帰れない             | 橋本裕志 | 青木佐恵子 | 近藤優次       | 近藤優次                         | 1月5日         |
| 第68話第115話  | おいしい茹でダコ     | 橋本裕志 | 青木佐恵子 | 近藤優次       | 近藤優次                         | 1月6日         |
| 第69話第116話  | お正月そうそう       | 浦沢義雄 | 秦義人     | 秦義人         | はしもとかつみ                   | 1月9日         |
| 第70話第117話  | 竹馬名人             | 浦沢義雄 | 福本潔     | 秦義人         | 内山正幸                         | 1月10日        |
| 第71話第118話  | 天才忍術少女         | 阪口和久 | 秦義人     | 秦義人         | 服部一郎                         | 1月11日        |
| 第72話第119話  | 緊急職員会議         | 浦沢義雄 | 小林常夫   | 木村文代       | 木村文代                         | 1月12日        |
| 第73話第120話  | コレクション         | 阪口和久 | 小林常夫   | 木村文代       | 木村文代                         | 1月13日        |
| 第74話第121話  | 雪が降る             | 浦沢義雄 | 佐々木和宏 | 大武正枝       | 大武正枝                         | 1月16日        |
| 第75話第122話  | 人ちがい             | 浦沢義雄 | 佐々木和宏 | 大武正枝       | 大武正枝                         | 1月20日        |
| 第76話第123話  | 父上の就職           | 浦沢義雄 | 佐々木和宏 | 大武正枝       | 大武正枝                         | 1月21日        |
| 第77話第124話  | 日の出               | 浦沢義雄 | 小林常夫   | 木村文代       | 木村文代                         | 3月22日        |
| 第78話第125話  | 一石二鳥             | 阪口和久 | 青木佐恵子 | 武内啓         | 藤森雅也                         | 3月21日        |
| 第79話第126話  | ラッキョウ大好き     | 浦沢義雄 | 小林常夫   | 吉崎誠         | 吉崎誠                           | 1月24日        |
| 第80話第127話  | 金楽寺へ急げ         | 浦沢義雄 | 小林常夫   | 吉崎誠         | 吉崎誠                           | 1月25日        |
| 第81話第128話  | 飛行の術             | 浦沢義雄 | 小林常夫   | 吉崎誠         | 吉崎誠                           | 1月26日        |
| 第82話第129話  | 叱られて             | 浦沢義雄 | 青木佐恵子 | 武内啓         | 藤森雅也                         | 3月20日        |
| 第83話第130話  | しんべヱの寝ぐせ     | 浦沢義雄 | 青木佐恵子 | 藤森雅也       | 藤森雅也                         | 1月27日        |
| 第84話第131話  | ヘムヘム失敗         | 浦沢義雄 | 佐々木和宏 | 中島豊秋       | 中島豊秋                         | 1月30日        |
| 第85話第132話  | ヘムヘムの鳴き声     | 浦沢義雄 | 佐々木和宏 | 中島豊秋       | 中島豊秋                         | 1月31日        |
| 第86話第133話  | 忍術秘伝書           | 浦沢義雄 | 佐々木和宏 | 中島豊秋       | 中島豊秋                         | 2月1日         |
| 第87話第134話  | 山賊さんのご好意     | 橋本裕志 | 佐山聖子   | 佐山聖子       | 今沢恵子                         | 2月2日         |
| 第88話第135話  | 体で覚える           | 阪口和久 | 佐山聖子   | 佐山聖子       | 今沢恵子                         | 2月3日         |
| 第89話第136話  | マツタケ城の若様     | 橋本裕志 | 青木佐恵子 | 近藤優次       | 近藤優次                         | 2月6日         |
| 第90話第137話  | 若様が二人           | 橋本裕志 | 青木佐恵子 | 近藤優次       | 近藤優次                         | 2月7日         |
| 第91話第138話  | シズカダケ           | 橋本裕志 | 青木佐恵子 | 近藤優次       | 近藤優次                         | 2月8日         |
| 第92話第139話  | 寒がりの雪男         | 橋本裕志 | 佐山聖子   | 佐山聖子       | 今沢恵子                         | 2月9日         |
| 第93話第140話  | 笑顔が大事           | 橋本裕志 | 福本潔     | 秦義人         | はしもとかつみ                   | 2月10日        |
| 第94話第141話  | 第三協栄丸の迷惑     | 浦沢義雄 | 佐々木和宏 | 大武正枝       | 大武正枝                         | 2月13日        |
| 第95話第142話  | 海賊の敵は？         | 浦沢義雄 | 佐々木和宏 | 大武正枝       | 大武正枝                         | 2月14日        |
| 第96話第143話  | サザエ門のエサ       | 浦沢義雄 | 佐々木和宏 | 大武正枝       | 大武正枝                         | 2月15日        |
| 第97話第144話  | 呆れた挑戦           | 橋本裕志 | 秦義人     | 秦義人         | 内山正幸                         | 2月16日        |
| 第98話第145話  | 元気です！           | 浦沢義雄 | 秦義人     | 秦義人         | 服部一郎                         | 2月17日        |
| 第99話第146話  | いたずら書き         | 浦沢義雄 | 小林常夫   | 吉崎誠         | 吉崎誠                           | 2月20日        |
| 第100話第147話 | 八方斎の企み         | 浦沢義雄 | 小林常夫   | 吉崎誠         | 吉崎誠                           | 2月21日        |
| 第101話第148話 | 困った八方斎         | 浦沢義雄 | 小林常夫   | 吉崎誠         | 吉崎誠                           | 2月22日        |
| 第102話第149話 | 歯が痛い             | 阪口和久 | 木村哲     | 林桂子         | 林桂子 武内啓                    | 2月23日        |
| 第103話第150話 | 忍術学園見学         | 阪口和久 | 木村哲     | 武内啓         | 林桂子 武内啓                    | 2月24日        |
| 第104話第151話 | ハツタケ城は？       | 橋本裕志 | 木村哲     | 中島豊秋       | 中島豊秋                         | 2月27日        |
| 第105話第152話 | 退屈な殿様           | 橋本裕志 | 木村哲     | 中島豊秋       | 中島豊秋                         | 2月28日        |
| 第106話第153話 | あべこべ反対         | 橋本裕志 | 木村哲     | 中島豊秋       | 中島豊秋                         | 3月1日         |
| 第107話第154話 | ありがたい仏像       | 浦沢義雄 | 木村哲     | 林桂子         | 林桂子 武内啓                    | 3月2日         |
| 第108話第155話 | 仲直りしたい         | 橋本裕志 | 佐山聖子   | 佐山聖子       | 今沢恵子                         | 3月3日         |
| 第109話第156話 | 幻術使い雲黒斎       | 浦沢義雄 | 佐々木和宏 | 椛島義夫       | 椛島義夫                         | 3月6日         |
| 第110話第157話 | 右手を見るな         | 浦沢義雄 | 佐々木和宏 | 椛島義夫       | 椛島義夫                         | 3月7日         |
| 第111話第158話 | 利吉の作戦           | 浦沢義雄 | 佐々木和宏 | 椛島義夫       | 椛島義夫                         | 3月8日         |
| 第112話第159話 | 抜き打ち訓練         | 橋本裕志 | 佐山聖子   | 佐山聖子       | 今沢恵子                         | 3月9日         |
| 第113話第160話 | きり丸の秘密         | 浦沢義雄 | 佐山聖子   | 佐山聖子       | 今沢恵子                         | 3月10日        |
| 第114話第161話 | 南野園是式           | 浦沢義雄 | 福本潔     | 秦義人         | はしもとかつみ                   | 3月13日        |
| 第115話第162話 | 駄礼田郎             | 浦沢義雄 | 秦義人     | 秦義人         | 内山正幸                         | 3月14日        |
| 第116話第163話 | 眠り火の術           | 浦沢義雄 | 秦義人     | 秦義人         | 服部一郎                         | 3月15日        |
| 第117話第164話 | 蛍火の術             | 浦沢義雄 | 佐々木和宏 | 大武正枝       | 大武正枝                         | 3月16日        |
| 第118話第165話 | 危険な術             | 浦沢義雄 | 佐々木和宏 | 大武正枝       | 大武正枝                         | 3月17日        |
| 第119話第166話 | 半額セール           | 浦沢義雄 | 木村哲     | 大武正枝       | 大武正枝                         | 3月23日        |
| 第120話第167話 | 打ち上げ花火         | 浦沢義雄 | 木村哲     | 大武正枝       | 大武正枝                         | 3月24日        |

放送休止
- 1995年1月2日：床下の小人たち（後編）(16:40 - 18:00)
- 1995年1月3日：世界の職人芸 (17:50 - 18:00)
- 1995年1月17日 - 19日：大相撲初場所 (17:00 - 18:00)

## 第3期
1995年10月2日から1996年3月21日まで放送された。全120話、通算287回。
| 話数通算       | サブタイトル             | 脚本     | 絵コンテ     | 演出         | 作画監督     | 初放送日       |
| -------------- | ------------------------ | -------- | ------------ | ------------ | ------------ | -------------- |
| 第1話第168話   | 町へ買い物に！           | 浦沢義雄 | 芝山努       | 藤森雅也     | 藤森雅也     | 1995年 10月2日 |
| 第2話第169話   | 見捨てられた！           | 浦沢義雄 | 芝山努       | 藤森雅也     | 藤森雅也     | 10月3日        |
| 第3話第170話   | 底なし井戸               | 浦沢義雄 | 芝山努       | 藤森雅也     | 藤森雅也     | 10月4日        |
| 第4話第171話   | お見舞い                 | 浦沢義雄 | 秦義人       | 秦義人       | 浜森理宏     | 10月5日        |
| 第5話第172話   | 鼻水の御利益             | 浦沢義雄 | 秦義人       | 秦義人       | 服部一郎     | 10月6日        |
| 第6話第173話   | 宝さがしコンクール       | 橋本裕志 | 木村哲       | 吉崎誠       | 吉崎誠       | 10月9日        |
| 第7話第174話   | 山賊多賀家内             | 橋本裕志 | 木村哲       | 吉崎誠       | 吉崎誠       | 10月10日       |
| 第8話第175話   | 開かずの宝箱             | 橋本裕志 | 木村哲       | 吉崎誠       | 吉崎誠       | 10月11日       |
| 第9話第176話   | うらのうら               | 阪口和久 | 秦義人       | 石黒育       | 石黒育       | 10月12日       |
| 第10話第177話  | 風の玉三郎               | 浦沢義雄 | 河内日出夫   | 林桂子       | 林桂子       | 10月13日       |
| 第11話第178話  | カステラ名人ポッポ       | 浦沢義雄 | 佐々木和宏   | 木村文代     | 木村文代     | 10月16日       |
| 第12話第179話  | 盗賊団甘納党             | 浦沢義雄 | 佐々木和宏   | 木村文代     | 木村文代     | 10月17日       |
| 第13話第180話  | 山田先生を追え！         | 浦沢義雄 | 佐々木和宏   | 木村文代     | 木村文代     | 10月18日       |
| 第14話第181話  | しゃべりたい！           | 阪口和久 | 河内日出夫   | 武内啓       | 武内啓       | 10月19日       |
| 第15話第182話  | しゃっくり乱太郎         | 阪口和久 | 河内日出夫   | 林桂子       | 林桂子       | 10月20日       |
| 第16話第183話  | マイタケ城の縄張り図     | 橋本裕志 | 栗本ひろゆき | 栗本ひろゆき | 玉川達文     | 10月23日       |
| 第17話第184話  | ツバメくん一号           | 橋本裕志 | 栗本ひろゆき | 栗本ひろゆき | 玉川達文     | 10月24日       |
| 第18話第185話  | しんべヱじゃない！       | 橋本裕志 | 栗本ひろゆき | 栗本ひろゆき | 玉川達文     | 10月25日       |
| 第19話第186話  | 土瓶棒之介               | 橋本裕志 | 秦義人       | 秦義人       | 服部一郎     | 10月26日       |
| 第20話第187話  | 砂金はだれのもの？       | 橋本裕志 | 秦義人       | 秦義人       | 石黒育       | 10月27日       |
| 第21話第188話  | 眠れる森の姫             | 浦沢義雄 | 山田みちしろ | 根岸宏樹     | 生野裕子     | 10月30日       |
| 第22話第189話  | ナメコ城の怒り           | 浦沢義雄 | 山田みちしろ | 根岸宏樹     | 生野裕子     | 10月31日       |
| 第23話第190話  | ノドカ谷の仙人           | 浦沢義雄 | 山田みちしろ | 根岸宏樹     | 生野裕子     | 11月1日        |
| 第24話第191話  | ホウキタケ忍者五郎       | 浦沢義雄 | 秦義人       | 秦義人       | 浜森理宏     | 11月2日        |
| 第25話第192話  | 愛でいっぱい！           | 橋本裕志 | 井硲清高     | 西本由紀夫   | 今沢恵子     | 11月3日        |
| 第26話第193話  | 楽しいピクニック         | 浦沢義雄 | 木村哲       | 吉崎誠       | 吉崎誠       | 11月6日        |
| 第27話第194話  | 迷子の忍たま             | 浦沢義雄 | 木村哲       | 吉崎誠       | 吉崎誠       | 11月7日        |
| 第28話第195話  | 先生はつらい！           | 浦沢義雄 | 木村哲       | 吉崎誠       | 吉崎誠       | 11月8日        |
| 第29話第196話  | きりちゃん早トチリ       | 阪口和久 | 山吉康夫     | 西本由紀夫   | 今沢恵子     | 11月9日        |
| 第30話第197話  | 弱点をかくせ！           | 阪口和久 | 山吉康夫     | 西本由紀夫   | 今沢恵子     | 11月10日       |
| 第31話第198話  | つれてって！             | 浦沢義雄 | 楠見直子     | 木村文代     | 木村文代     | 11月13日       |
| 第32話第199話  | みんなで女装！           | 浦沢義雄 | 楠見直子     | 木村文代     | 木村文代     | 11月14日       |
| 第33話第200話  | 鬼ごっこはおわり         | 浦沢義雄 | 楠見直子     | 木村文代     | 木村文代     | 11月15日       |
| 第34話第201話  | 拾った小銭は？           | 浦沢義雄 | 秦義人       | 秦義人       | 浜森理宏     | 11月16日       |
| 第35話第202話  | 漢字テスト               | 浦沢義雄 | 秦義人       | 秦義人       | 石黒育       | 11月17日       |
| 第36話第203話  | 第三協栄丸が捕まった！   | 浦沢義雄 | 岡崎幸男     | 岡崎幸男     | 山崎展義     | 11月20日       |
| 第37話第204話  | 刀の買い方               | 浦沢義雄 | 岡崎幸男     | 岡崎幸男     | 山崎展義     | 11月21日       |
| 第38話第205話  | 殿様の夢                 | 浦沢義雄 | 岡崎幸男     | 岡崎幸男     | 山崎展義     | 11月22日       |
| 第39話第206話  | 成金土地田ェ門           | 橋本裕志 | 石黒育       | 秦義人       | 服部一郎     | 11月23日       |
| 第40話第207話  | ハナの団子屋             | 吉村元希 | 栗本ひろゆき | 栗本ひろゆき | 山田俊也     | 11月24日       |
| 第41話第208話  | しんべヱのパパが来る！   | 浦沢義雄 | 芝山努       | 生野裕子     | 生野裕子     | 11月27日       |
| 第42話第209話  | 南蛮かぶれ姉さん         | 浦沢義雄 | 芝山努       | 生野裕子     | 生野裕子     | 11月28日       |
| 第43話第210話  | 忍術通信教育             | 浦沢義雄 | 芝山努       | 生野裕子     | 生野裕子     | 11月29日       |
| 第44話第211話  | 勉強するぞ！             | 橋本裕志 | 栗本ひろゆき | 栗本ひろゆき | 山田俊也     | 11月30日       |
| 第45話第212話  | 姉の敵！                 | 橋本裕志 | 栗本ひろゆき | 栗本ひろゆき | 山田俊也     | 12月1日        |
| 第46話第213話  | 和尚さんは？             | 阪口和久 | 山吉康夫     | 西本由紀夫   | 今沢恵子     | 12月4日        |
| 第47話第214話  | 先生だ！                 | 阪口和久 | 山吉康夫     | 西本由紀夫   | 今沢恵子     | 12月5日        |
| 第48話第215話  | 将棋大好き               | 阪口和久 | 山吉康夫     | 西本由紀夫   | 今沢恵子     | 12月6日        |
| 第49話第216話  | パパのプレゼント         | 橋本裕志 | 木村哲       | 吉崎誠       | 吉崎誠       | 12月7日        |
| 第50話第217話  | 雪だるま忍者             | 橋本裕志 | 木村哲       | 吉崎誠       | 吉崎誠       | 12月8日        |
| 第51話第218話  | おばちゃんスカウトされる | 浦沢義雄 | 石黒育       | 秦義人       | 服部一郎     | 12月11日       |
| 第52話第219話  | おのこしは許しまへん！   | 浦沢義雄 | 秦義人       | 秦義人       | 石黒育       | 12月12日       |
| 第53話第220話  | 困った癖                 | 浦沢義雄 | 秦義人       | 秦義人       | 服部一郎     | 12月13日       |
| 第54話第221話  | おせっかいな山賊         | 阪口和久 | 木村哲       | 吉崎誠       | 吉崎誠       | 12月14日       |
| 第55話第222話  | 喜三太のどじょう         | 吉村元希 | 青江又九郎   | 生野裕子     | 生野裕子     | 12月15日       |
| 第56話第223話  | 寒中水泳                 | 浦沢義雄 | 岡崎幸男     | 岡崎幸男     | 山崎展義     | 12月18日       |
| 第57話第224話  | 冬休みがなくなる         | 浦沢義雄 | 岡崎幸男     | 岡崎幸男     | 山崎展義     | 12月19日       |
| 第58話第225話  | 万人敵                   | 浦沢義雄 | 岡崎幸男     | 岡崎幸男     | 山崎展義     | 12月20日       |
| 第59話第226話  | お汁粉食べたい           | 橋本裕志 | 青江又九郎   | 生野裕子     | 生野裕子     | 12月21日       |
| 第60話第227話  | 通せんぼ！               | 橋本裕志 | 楠見直子     | 生野裕子     | 生野裕子     | 12月22日       |
| 第61話第228話  | 冬休み                   | 浦沢義雄 | 山吉康夫     | 西本由紀     | 今沢恵子     | 12月25日       |
| 第62話第229話  | 土井先生はどこへ？       | 浦沢義雄 | 山吉康夫     | 西本由紀     | 今沢恵子     | 12月26日       |
| 第63話第230話  | 大黄奈栗野木下           | 浦沢義雄 | 山吉康夫     | 西本由紀     | 今沢恵子     | 12月27日       |
| 第64話第231話  | 乙女のあこがれ           | 浦沢義雄 | 芝山努       | 根岸宏樹     | 木村文代     | 12月28日       |
| 第65話第232話  | もちつき大会             | 浦沢義雄 | 芝山努       | 根岸宏樹     | 木村文代     | 12月29日       |
| 第66話第233話  | お雑煮                   | 浦沢義雄 | 芝山努       | 根岸宏樹     | 木村文代     | 1996年 1月4日  |
| 第67話第234話  | 初もうで                 | 浦沢義雄 | 栗本ひろゆき | 林桂子       | 林桂子       | 1月5日         |
| 第68話第235話  | 新学期早々               | 浦沢義雄 | 木村哲       | 生野裕子     | 生野裕子     | 1月8日         |
| 第69話第236話  | 変な伝言                 | 浦沢義雄 | 木村哲       | 生野裕子     | 生野裕子     | 1月9日         |
| 第70話第237話  | 火縄銃の練習             | 浦沢義雄 | 木村哲       | 生野裕子     | 生野裕子     | 1月10日        |
| 第71話第238話  | 誇り高き侍               | 阪口和久 | 栗本ひろゆき | 古坂さなえ   | 古坂さなえ   | 1月12日        |
| 第72話第239話  | ここ掘れヘムヘム         | 橋本裕志 | 大地丙太郎   | 武内啓       | 武内啓       | 3月21日        |
| 第73話第240話  | アヒルさんが盗まれた！   | 浦沢義雄 | 石黒育       | 秦義人       | 服部一郎     | 1月15日        |
| 第74話第241話  | アヒルさんを取り返せ！   | 浦沢義雄 | 秦義人       | 秦義人       | 石黒育       | 1月16日        |
| 第75話第242話  | 八方斎のアゴ             | 浦沢義雄 | 秦義人       | 秦義人       | 服部一郎     | 1月17日        |
| 第76話第243話  | 狼が出た！               | 橋本裕志 | 木村哲       | 吉崎誠       | 吉崎誠       | 1月18日        |
| 第77話第244話  | 寝違えた！               | 浦沢義雄 | 木村哲       | 吉崎誠       | 吉崎誠       | 1月19日        |
| 第78話第245話  | 忍力テスト               | 浦沢義雄 | 山吉康夫     | 西本由紀夫   | 今沢恵子     | 1月22日        |
| 第79話第246話  | ベテラン船頭さん         | 浦沢義雄 | 山吉康夫     | 西本由紀夫   | 今沢恵子     | 1月23日        |
| 第80話第247話  | 最後のテスト             | 浦沢義雄 | 山吉康夫     | 西本由紀夫   | 今沢恵子     | 1月24日        |
| 第81話第248話  | 観察せよ！               | 橋本裕志 | 木村哲       | 吉崎誠       | 吉崎誠       | 1月25日        |
| 第82話第249話  | 父親参観日               | 阪口和久 | 岡崎幸男     | 山崎展義     | 山崎展義     | 1月26日        |
| 第83話第250話  | 危険なマキ拾い           | 浦沢義雄 | 芝山努       | 根岸宏樹     | 木村文代     | 1月29日        |
| 第84話第251話  | 板井野飛田               | 浦沢義雄 | 芝山努       | 根岸宏樹     | 木村文代     | 1月30日        |
| 第85話第252話  | おいてきぼり             | 浦沢義雄 | 芝山努       | 根岸宏樹     | 木村文代     | 1月31日        |
| 第86話第253話  | 北見也斎                 | 阪口和久 | 岡崎幸男     | 岡崎幸男     | 山崎展義     | 2月1日         |
| 第87話第254話  | 山輪白金                 | 阪口和久 | 岡崎幸男     | 岡崎幸男     | 山崎展義     | 2月2日         |
| 第88話第255話  | ねらわれた経典           | 浦沢義雄 | 木村哲       | 吉崎誠       | 吉崎誠       | 2月5日         |
| 第89話第256話  | 八方斎の作戦             | 浦沢義雄 | 木村哲       | 吉崎誠       | 吉崎誠       | 2月6日         |
| 第90話第257話  | ホンモノはこちら！       | 浦沢義雄 | 木村哲       | 吉崎誠       | 吉崎誠       | 2月7日         |
| 第91話第258話  | 足音たてるな！           | 浦沢義雄 | 木村哲       | 吉崎誠       | 吉崎誠       | 2月8日         |
| 第92話第259話  | 足音をたてぬ術           | 浦沢義雄 | 岩崎知子     | 武内啓       | 武内啓       | 2月9日         |
| 第93話第260話  | 戸部先生の代理授業       | 浦沢義雄 | 秦義人       | 秦義人       | 石黒育       | 2月12日        |
| 第94話第261話  | 沼の酒呑童子             | 浦沢義雄 | 秦義人       | 秦義人       | 石黒育       | 2月13日        |
| 第95話第262話  | 盗賊梵天丸               | 浦沢義雄 | 石黒育       | 秦義人       | 服部一郎     | 2月14日        |
| 第96話第263話  | しんべヱのイビキ         | 吉村元希 | 佐々木和宏   | 林桂子       | 林桂子       | 2月15日        |
| 第97話第264話  | 水桶マラソン             | 浦沢義雄 | 木村哲       | 生野裕子     | 生野裕子     | 2月16日        |
| 第98話第265話  | ヒゲのこい               | 浦沢義雄 | 佐々木和宏   | 根岸宏樹     | 木村文代     | 2月19日        |
| 第99話第266話  | 赤加毛の安               | 浦沢義雄 | 佐々木和宏   | 根岸宏樹     | 山田みちしろ | 2月20日        |
| 第100話第267話 | 阿甲老師の干し柿         | 浦沢義雄 | 佐々木和宏   | 根岸宏樹     | 木村文代     | 2月21日        |
| 第101話第268話 | イチジク食べた           | 浦沢義雄 | 木村哲       | 生野裕子     | 生野裕子     | 2月22日        |
| 第102話第269話 | くノ一の怒り             | 浦沢義雄 | 木村哲       | 生野裕子     | 生野裕子     | 2月23日        |
| 第103話第270話 | 相手はだれ？             | 浦沢義雄 | 山吉康夫     | 西本由紀夫   | 船塚純子     | 2月26日        |
| 第104話第271話 | 不破雷蔵先輩             | 浦沢義雄 | 山吉康夫     | 西本由紀夫   | 船塚純子     | 2月27日        |
| 第105話第272話 | これをやりたかった       | 浦沢義雄 | 山吉康夫     | 西本由紀夫   | 船塚純子     | 2月28日        |
| 第106話第273話 | くノ一のかくれんぼ       | 浦沢義雄 | 岡崎幸男     | 岡崎幸男     | 山崎展義     | 2月29日        |
| 第107話第274話 | 焼きナメクジ             | 浦沢義雄 | 岡崎幸男     | 岡崎幸男     | 山崎展義     | 3月1日         |
| 第108話第275話 | 第三協栄丸の大きなお土産 | 浦沢義雄 | 秦義人       | 秦義人       | 服部一郎     | 3月4日         |
| 第109話第276話 | 八方斎の人魚             | 浦沢義雄 | 秦義人       | 秦義人       | 石黒育       | 3月5日         |
| 第110話第277話 | 人魚姫は海へ！           | 浦沢義雄 | 秦義人       | 秦義人       | 石黒育       | 3月6日         |
| 第111話第278話 | 幻の忍者                 | 阪口和久 | 岡崎幸男     | 岡崎幸男     | 山崎展義     | 3月7日         |
| 第112話第279話 | 夜間訓練                 | 阪口和久 | 木村哲       | 吉崎誠       | 吉崎誠       | 3月8日         |
| 第113話第280話 | とんだ試験問題           | 浦沢義雄 | 木村哲       | 吉崎誠       | 吉崎誠       | 3月11日        |
| 第114話第281話 | おばちゃんのうどん       | 浦沢義雄 | 木村哲       | 武内啓       | 武内啓       | 3月12日        |
| 第115話第282話 | ピクニック               | 浦沢義雄 | 佐々木和宏   | 生野裕子     | 生野裕子     | 3月13日        |
| 第116話第283話 | 霧の中の小屋             | 浦沢義雄 | 佐々木和宏   | 生野裕子     | 生野裕子     | 3月14日        |
| 第117話第284話 | お姫さまの夢             | 浦沢義雄 | 佐々木和宏   | 生野裕子     | 生野裕子     | 3月15日        |
| 第118話第285話 | 学園長のお灸             | 浦沢義雄 | 秦義人       | 秦義人       | 服部一郎     | 3月18日        |
| 第119話第286話 | フェッフェッフェッ       | 浦沢義雄 | 秦義人       | 秦義人       | 石黒育       | 3月19日        |
| 第120話第287話 | 山田先生の妻             | 浦沢義雄 | 秦義人       | 秦義人       | 石黒育       | 3月20日        |

放送休止
- 1996年1月1日 - 3日：海外ドラマスペシャル「ハイジ」(17:00 - 18:00)
- 1996年1月11日：大相撲初場所 (16:50 - 18:00)

## 第4期
1996年4月1日から9月13日まで放送された。全120話、通算407回。
| 話数通算       | サブタイトル               | 脚本           | 絵コンテ     | 演出         | 作画監督     | 初放送日      |
| -------------- | -------------------------- | -------------- | ------------ | ------------ | ------------ | ------------- |
| 第1話第288話   | 一流忍者は疲れる！         | 浦沢義雄       | 佐々木和宏   | 根岸宏樹     | 木村文代     | 1996年 4月1日 |
| 第2話第289話   | アルバイト                 | 浦沢義雄       | 佐々木和宏   | 根岸宏樹     | 木村文代     | 4月2日        |
| 第3話第290話   | ツヨーイ山田先生           | 浦沢義雄       | 佐々木和宏   | 根岸宏樹     | 木村文代     | 4月3日        |
| 第4話第291話   | 楽しいきりちゃん           | 阪口和久       | 佐山聖子     | 佐山聖子     | 今沢恵子     | 4月4日        |
| 第5話第292話   | しんべヱをなおせ！         | 藤田伸三       | 佐山聖子     | 佐山聖子     | 今沢恵子     | 4月5日        |
| 第6話第293話   | おばちゃんが消えた！       | 浦沢義雄       | 岡崎幸男     | 岡崎幸男     | 山崎展義     | 4月8日        |
| 第7話第294話   | カヤタケ城の殿様           | 浦沢義雄       | 岡崎幸男     | 岡崎幸男     | 山崎展義     | 4月9日        |
| 第8話第295話   | お残しは許しまへんでーっ！ | 浦沢義雄       | 岡崎幸男     | 岡崎幸男     | 山崎展義     | 4月10日       |
| 第9話第296話   | 重大な秘密任務             | 浦沢義雄       | 宍倉敏       | 宍倉敏       | 中島豊秋     | 4月11日       |
| 第10話第297話  | 残念なきりちゃん           | 浦沢義雄       | 宍倉敏       | 宍倉敏       | 中島豊秋     | 4月12日       |
| 第11話第298話  | お宝の地図                 | 浦沢義雄       | 岡佳広       | 渡辺健一郎   | 七海修       | 4月15日       |
| 第12話第299話  | 八方斎の作戦               | 浦沢義雄       | 岡佳広       | 渡辺健一郎   | 七海修       | 4月16日       |
| 第13話第300話  | あぶりだし                 | 浦沢義雄       | 岡佳広       | 渡辺健一郎   | 七海修       | 4月17日       |
| 第14話第301話  | 強いナメクジ               | 浦沢義雄       | 宍倉敏       | 宍倉敏       | 中島豊秋     | 4月18日       |
| 第15話第302話  | タケノコ山の落ち武者       | ぜんとうひろよ | 秦義人       | 秦義人       | 服部一郎     | 4月19日       |
| 第16話第303話  | 盗まれた馬                 | 浦沢義雄       | 木村哲       | 吉崎誠       | 吉崎誠       | 4月22日       |
| 第17話第304話  | 帰ってきた馬               | 浦沢義雄       | 木村哲       | 吉崎誠       | 吉崎誠       | 4月23日       |
| 第18話第305話  | どっちがおいしい？         | 浦沢義雄       | 木村哲       | 吉崎誠       | 吉崎誠       | 4月24日       |
| 第19話第306話  | 忍術学園を守れ！           | 阪口和久       | 秦義人       | 秦義人       | 服部一郎     | 4月25日       |
| 第20話第307話  | カレンダーのしるし！       | 阪口和久       | 秦義人       | 秦義人       | 石黒育       | 4月26日       |
| 第21話第308話  | 小銭の音                   | 浦沢義雄       | 佐々木和宏   | 生野裕子     | 生野裕子     | 4月29日       |
| 第22話第309話  | ジャンケンポンを追え！     | 浦沢義雄       | 佐々木和宏   | 生野裕子     | 生野裕子     | 4月30日       |
| 第23話第310話  | 忍たま海を渡る？           | 浦沢義雄       | 佐々木和宏   | 生野裕子     | 生野裕子     | 5月1日        |
| 第24話第311話  | 戸部先生のお手本           | 浦沢義雄       | 山吉康夫     | 井硲清高     | 中島豊秋     | 5月2日        |
| 第25話第312話  | 流れ星をさがせ！           | 藤田伸三       | 山吉康夫     | 井硲清高     | 中島豊秋     | 5月3日        |
| 第26話第313話  | 利吉の頼み                 | 浦沢義雄       | 渡辺慎一     | 石崎すすむ   | 岡迫亘弘     | 5月6日        |
| 第27話第314話  | おかわりーっ！             | 浦沢義雄       | 渡辺慎一     | 石崎すすむ   | 岡迫亘弘     | 5月7日        |
| 第28話第315話  | 山田先生対八方斎           | 浦沢義雄       | 渡辺慎一     | 石崎すすむ   | 岡迫亘弘     | 5月8日        |
| 第29話第316話  | 秘密の落とし物             | 阪口和久       | 山吉康夫     | 井硲清高     | 中島豊秋     | 5月9日        |
| 第30話第317話  | 土井先生が病気？           | ぜんとうひろよ | 佐山聖子     | 佐山聖子     | 今沢恵子     | 5月10日       |
| 第31話第318話  | 三人の旅                   | 浦沢義雄       | 木村哲       | 根岸宏樹     | 木村文代     | 5月13日       |
| 第32話第319話  | お団子食べたい             | 浦沢義雄       | 木村哲       | 根岸宏樹     | 木村文代     | 5月14日       |
| 第33話第320話  | すぐれた先輩               | 浦沢義雄       | 木村哲       | 根岸宏樹     | 木村文代     | 5月15日       |
| 第34話第321話  | ノロシはあがったか？       | 西園悟         | 佐山聖子     | 佐山聖子     | 今沢恵子     | 5月16日       |
| 第35話第322話  | 山彦で勝負！               | ぜんとうひろよ | 佐山聖子     | 佐山聖子     | 今沢恵子     | 5月17日       |
| 第36話第323話  | 第三協栄丸の手紙           | 浦沢義雄       | 秦義人       | 秦義人       | 服部一郎     | 5月20日       |
| 第37話第324話  | パパがいた！               | 浦沢義雄       | 秦義人       | 秦義人       | 石黒育       | 5月21日       |
| 第38話第325話  | 小銭の目印                 | 浦沢義雄       | 秦義人       | 秦義人       | 石黒育       | 5月22日       |
| 第39話第326話  | 楽しい子守                 | ぜんとうひろよ | 山田みちしろ | 根岸宏樹     | 浅野文彰     | 5月23日       |
| 第40話第327話  | 困った山田先生             | 藤田伸三       | 木村哲       | 武内啓       | 武内啓       | 5月24日       |
| 第41話第328話  | 消えたナメクジ             | 浦沢義雄       | 矢部秋則     | 井硲清高     | 中島豊秋     | 5月27日       |
| 第42話第329話  | ナメクジを返せ！           | 浦沢義雄       | 矢部秋則     | 井硲清高     | 中島豊秋     | 5月28日       |
| 第43話第330話  | 大きなナメクジ！           | 浦沢義雄       | 矢部秋則     | 井硲清高     | 中島豊秋     | 5月29日       |
| 第44話第331話  | 夢のお告げ？               | 西園悟         | 木村哲       | 秦義人       | 真庭秀明     | 5月30日       |
| 第45話第332話  | 就職試験の発表日？         | 阪口和久       | 岡崎幸男     | 岡崎幸男     | 山崎展義     | 5月31日       |
| 第46話第333話  | 日銭屋おりんが捕まった！   | 浦沢義雄       | 秦義人       | 渡辺健一郎   | 田中穣       | 6月3日        |
| 第47話第334話  | 乱・きり・しんが捕まった！ | 浦沢義雄       | 秦義人       | 渡辺健一郎   | 田中穣       | 6月4日        |
| 第48話第335話  | 宝の地図の秘密             | 浦沢義雄       | 秦義人       | 渡辺健一郎   | 田中穣       | 6月5日        |
| 第49話第336話  | ヘムヘムの勝ち！           | 藤田伸三       | 岡崎幸男     | 岡崎幸男     | 山崎展義     | 6月6日        |
| 第50話第337話  | 桃栗三年柿八年             | 藤田伸三       | 岡崎幸男     | 岡崎幸男     | 山崎展義     | 6月7日        |
| 第51話第338話  | 宿題やるぞ！               | ぜんとうひろよ | 佐々木和宏   | 佐々木和宏   | 生野裕子     | 6月10日       |
| 第52話第339話  | 変なお地蔵さま             | ぜんとうひろよ | 佐々木和宏   | 佐々木和宏   | 生野裕子     | 6月11日       |
| 第53話第340話  | 炭焼き仙人                 | ぜんとうひろよ | 佐々木和宏   | 佐々木和宏   | 生野裕子     | 6月12日       |
| 第54話第341話  | 尾行せよ！                 | じんのひろあき | 木村哲       | 吉崎誠       | 吉崎誠       | 6月13日       |
| 第55話第342話  | 落ちるな！                 | 西園悟         | 木村哲       | 吉崎誠       | 吉崎誠       | 6月14日       |
| 第56話第343話  | 困った牧之介               | 阪口和久       | 佐山聖子     | 佐山聖子     | 今沢恵子     | 6月17日       |
| 第57話第344話  | 海賊対川賊                 | ぜんとうひろよ | 佐山聖子     | 佐山聖子     | 今沢恵子     | 6月18日       |
| 第58話第345話  | 名人をさがせ！             | 藤田伸三       | 佐山聖子     | 佐山聖子     | 今沢恵子     | 6月19日       |
| 第59話第346話  | 消えた学園長               | ぜんとうひろよ | 木村哲       | 石黒育       | 石黒育       | 6月20日       |
| 第60話第347話  | 腹が立つ！                 | 西園悟         | 石崎すすむ   | 石崎すすむ   | 岡迫亘弘     | 6月21日       |
| 第61話第348話  | 謎の転校生                 | 浦沢義雄       | 福島一三     | 望月敬一郎   | 中島豊秋     | 6月24日       |
| 第62話第349話  | 答案用紙の秘密             | 浦沢義雄       | 福島一三     | 望月敬一郎   | 中島豊秋     | 6月25日       |
| 第63話第350話  | 大正解                     | 浦沢義雄       | 福島一三     | 望月敬一郎   | 中島豊秋     | 6月26日       |
| 第64話第351話  | 史上最強の野武士           | ぜんとうひろよ | 末広東       | 石崎すすむ   | 吉崎誠       | 6月27日       |
| 第65話第352話  | 無銭旅行のおじさん         | じんのひろあき | 石崎すすむ   | 石崎すすむ   | 岡迫亘弘     | 6月28日       |
| 第66話第353話  | 学園長の突然               | 浦沢義雄       | 木村哲       | 根岸宏樹     | 浅野文彰     | 7月1日        |
| 第67話第354話  | 観察せよ！                 | 浦沢義雄       | 木村哲       | 根岸宏樹     | 浅野文彰     | 7月2日        |
| 第68話第355話  | 学園長の名案               | 浦沢義雄       | 木村哲       | 根岸宏樹     | 浅野文彰     | 7月3日        |
| 第69話第356話  | どうして寝ないの？         | 西園悟         | 福島一三     | 望月敬一郎   | 中島豊秋     | 7月4日        |
| 第70話第357話  | 秘伝書売ります！           | じんのひろあき | 福島一三     | 望月敬一郎   | 中島豊秋     | 7月5日        |
| 第71話第358話  | 第三協栄丸の魚             | 浦沢義雄       | 秦義人       | 渡辺健一郎   | 渡辺伸弘     | 7月8日        |
| 第72話第359話  | 亀池の秘密                 | 浦沢義雄       | 秦義人       | 渡辺健一郎   | 渡辺伸弘     | 7月9日        |
| 第73話第360話  | 竜宮へ！                   | 浦沢義雄       | 秦義人       | 渡辺健一郎   | 渡辺伸弘     | 7月10日       |
| 第74話第361話  | ふたごの忍者               | 阪口和久       | 福島一三     | 望月敬一郎   | 中島豊秋     | 7月11日       |
| 第75話第362話  | 団蔵の子馬                 | 楠部工         | 佐々木和宏   | 佐々木和宏   | 生野裕子     | 7月12日       |
| 第76話第363話  | ありがたいお線香           | 浦沢義雄       | 岡崎幸男     | 岡崎幸男     | 山崎展義     | 7月15日       |
| 第77話第364話  | 燃えちゃった               | 浦沢義雄       | 岡崎幸男     | 岡崎幸男     | 山崎展義     | 7月16日       |
| 第78話第365話  | ありがたい井戸             | 浦沢義雄       | 岡崎幸男     | 岡崎幸男     | 山崎展義     | 7月17日       |
| 第79話第366話  | 森の牧之介                 | 藤田伸三       | 佐々木和宏   | 佐々木和宏   | 生野裕子     | 7月18日       |
| 第80話第367話  | 学園長の秘密               | ぜんとうひろよ | 佐々木和宏   | 佐々木和宏   | 生野裕子     | 7月19日       |
| 第81話第368話  | 名物「忍たま漬け」         | 浦沢義雄       | 佐山聖子     | 西本由紀夫   | 今沢恵子     | 7月22日       |
| 第82話第369話  | 乱・きり・しん怒る         | 浦沢義雄       | 佐山聖子     | 西本由紀夫   | 今沢恵子     | 7月23日       |
| 第83話第370話  | やっと夏休み               | 浦沢義雄       | 佐山聖子     | 西本由紀夫   | 今沢恵子     | 7月24日       |
| 第84話第371話  | 水田奇白斎                 | 阪口和久       | 秦義人       | 秦義人       | 中島豊秋     | 7月25日       |
| 第85話第372話  | 風の術                     | 阪口和久       | 秦義人       | 秦義人       | 中島豊秋     | 7月26日       |
| 第86話第373話  | カユイ先生                 | 浦沢義雄       | 木村哲       | 吉崎誠       | 吉崎誠       | 7月29日       |
| 第87話第374話  | 三人の剣豪                 | 浦沢義雄       | 木村哲       | 吉崎誠       | 吉崎誠       | 7月30日       |
| 第88話第375話  | 反省！                     | 浦沢義雄       | 木村哲       | 吉崎誠       | 吉崎誠       | 7月31日       |
| 第89話第376話  | 剣一刀斎                   | 藤田伸三       | 秦義人       | 秦義人       | 中島豊秋     | 8月1日        |
| 第90話第377話  | 忍者の夏休み               | ぜんとうひろよ | 木村哲       | 根岸宏樹     | 浅野文彰     | 8月2日        |
| 第91話第378話  | 登校日のお土産             | 浦沢義雄       | 石崎すすむ   | 岡迫亘弘     | 岡迫亘弘     | 8月5日        |
| 第92話第379話  | 伝子さん出発！             | 浦沢義雄       | 石崎すすむ   | 岡迫亘弘     | 岡迫亘弘     | 8月6日        |
| 第93話第380話  | 水攻め！                   | 浦沢義雄       | 石崎すすむ   | 岡迫亘弘     | 岡迫亘弘     | 8月7日        |
| 第94話第381話  | フリーの忍者               | 浦沢義雄       | 木村哲       | 石黒育       | 石黒育       | 8月8日        |
| 第95話第382話  | 日本一のお城！             | 藤田伸三       | 木村哲       | 根岸宏樹     | 浅野文彰     | 8月9日        |
| 第96話第383話  | 呪いの人形？               | 浦沢義雄       | 秦義人       | 秦義人       | 中島豊秋     | 8月12日       |
| 第97話第384話  | 人形ダイエット             | 浦沢義雄       | 秦義人       | 秦義人       | 中島豊秋     | 8月13日       |
| 第98話第385話  | しんべヱの秘密             | 浦沢義雄       | 秦義人       | 秦義人       | 中島豊秋     | 8月14日       |
| 第99話第386話  | 戸部先生の秘密             | 浦沢義雄       | 秦義人       | 高柳哲司     | 七海修       | 8月15日       |
| 第100話第387話 | 新式銃の秘密               | 楠部工         | 高柳哲司     | 高柳哲司     | 七海修       | 8月16日       |
| 第101話第388話 | 謎のアヒルさん             | 浦沢義雄       | 佐々木和宏   | 佐々木和宏   | 生野裕子     | 8月19日       |
| 第102話第389話 | 感動！滝夜叉丸             | 浦沢義雄       | 佐々木和宏   | 佐々木和宏   | 生野裕子     | 8月20日       |
| 第103話第390話 | 協栄丸の内職               | 浦沢義雄       | 佐々木和宏   | 佐々木和宏   | 生野裕子     | 8月21日       |
| 第104話第391話 | きりちゃん大サービス       | じんのひろあき | 高柳哲司     | 高柳哲司     | 七海修       | 8月22日       |
| 第105話第392話 | 雨鳥の術                   | ぜんとうひろよ | 岡崎幸男     | 岡崎幸男     | 山崎展義     | 8月23日       |
| 第106話第393話 | 一年は組の危険な遠足       | 浦沢義雄       | 秦義人       | 秦義人       | 中島豊秋     | 8月26日       |
| 第107話第394話 | 役に立つ補習授業           | 浦沢義雄       | 秦義人       | 秦義人       | 中島豊秋     | 8月27日       |
| 第108話第395話 | 滝夜叉丸の失敗             | 浦沢義雄       | 秦義人       | 秦義人       | 中島豊秋     | 8月28日       |
| 第109話第396話 | 明日はテスト               | 浦沢義雄       | 福本潔       | 福本潔       | 入江篤       | 8月29日       |
| 第110話第397話 | だまされないぞ！           | 阪口和久       | 岡崎幸男     | 岡崎幸男     | 山崎展義     | 8月30日       |
| 第111話第398話 | 食欲の秋                   | 浦沢義雄       | 木村哲       | 吉崎誠       | 吉崎誠       | 9月2日        |
| 第112話第399話 | 八方斎のお返し             | 浦沢義雄       | 木村哲       | 吉崎誠       | 吉崎誠       | 9月3日        |
| 第113話第400話 | ドクタケの出城へ急げ！     | 浦沢義雄       | 木村哲       | 吉崎誠       | 吉崎誠       | 9月4日        |
| 第114話第401話 | しんべヱの宝物             | 浦沢義雄       | 山田みちしろ | 山田みちしろ | 山田みちしろ | 9月5日        |
| 第115話第402話 | 山田先生の誕生日           | 楠部工         | 山田みちしろ | 山田みちしろ | 山田みちしろ | 9月6日        |
| 第116話第403話 | 利吉のスランプ             | 浦沢義雄       | 木村哲       | 根岸宏樹     | 浅野文彰     | 9月9日        |
| 第117話第404話 | 炭焼き名人                 | 浦沢義雄       | 木村哲       | 根岸宏樹     | 浅野文彰     | 9月10日       |
| 第118話第405話 | スランプ脱出               | 浦沢義雄       | 木村哲       | 根岸宏樹     | 浅野文彰     | 9月11日       |
| 第119話第406話 | 三人はイヤ！               | 浦沢義雄       | 芝山努       | 河内日出夫   | 河内日出夫   | 9月12日       |
| 第120話第407話 | 忍たま思い出               | 浦沢義雄       | 河内日出夫   | 河内日出夫   | 河内日出夫   | 9月13日       |

## 第5期
1997年10月6日から1998年2月25日まで放送された。全100話、通算507回。
| 話数通算       | サブタイトル           | 脚本     | 絵コンテ   | 演出       | 作画監督   | 初放送日       |
| -------------- | ---------------------- | -------- | ---------- | ---------- | ---------- | -------------- |
| 第1話第408話   | きらわれた八方斎       | 浦沢義雄 | 藤森雅也   | 矢野篤     | 木村文代   | 1997年 10月6日 |
| 第2話第409話   | 歌う忍者               | 浦沢義雄 | 藤森雅也   | 矢野篤     | 木村文代   | 10月7日        |
| 第3話第410話   | オトリの乱太郎         | 浦沢義雄 | 藤森雅也   | 矢野篤     | 木村文代   | 10月8日        |
| 第4話第411話   | 馬術競争               | 橋本裕志 | 秦義人     | 秦義人     | 中島豊秋   | 10月9日        |
| 第5話第412話   | 優勝者は誰だ           | 橋本裕志 | 秦義人     | 秦義人     | 中島豊秋   | 10月10日       |
| 第6話第413話   | しんべヱの迷子         | 浦沢義雄 | 根岸宏樹   | 根岸宏樹   | 浅野文彰   | 10月13日       |
| 第7話第414話   | 八方斎の新式砲         | 浦沢義雄 | 根岸宏樹   | 根岸宏樹   | 浅野文彰   | 10月14日       |
| 第8話第415話   | 風流でとりいる術       | 浦沢義雄 | 根岸宏樹   | 根岸宏樹   | 浅野文彰   | 10月15日       |
| 第9話第416話   | 学園長の失敗           | 橋本裕志 | 秦義人     | 秦義人     | 中島豊秋   | 10月16日       |
| 第10話第417話  | たどりつけない         | 楠部工   | 小林常夫   | 岡崎幸男   | 山崎展義   | 10月17日       |
| 第11話第418話  | 陸酔いの海賊           | 浦沢義雄 | 浜津守     | 吉崎誠     | 吉崎誠     | 10月20日       |
| 第12話第419話  | 恐竜さんボート         | 浦沢義雄 | 浜津守     | 吉崎誠     | 吉崎誠     | 10月21日       |
| 第13話第420話  | 八方斎の信用           | 浦沢義雄 | 浜津守     | 吉崎誠     | 吉崎誠     | 10月22日       |
| 第14話第421話  | 伝子姫                 | 浦沢義雄 | 小林常夫   | 岡崎幸男   | 山崎展義   | 10月23日       |
| 第15話第422話  | 山田先生のすね毛       | 浦沢義雄 | 小林常夫   | 岡崎幸男   | 山崎展義   | 10月24日       |
| 第16話第423話  | 兵庫水軍の危機         | 浦沢義雄 | 佐々木和宏 | 佐々木和宏 | 生野裕子   | 10月27日       |
| 第17話第424話  | 燃える斥候船           | 浦沢義雄 | 佐々木和宏 | 佐々木和宏 | 生野裕子   | 10月28日       |
| 第18話第425話  | 目立ちたがりは嫌われる | 浦沢義雄 | 佐々木和宏 | 佐々木和宏 | 生野裕子   | 10月29日       |
| 第19話第426話  | 負けたくない！         | 楠部工   | 芝山努     | 根岸宏樹   | 武内啓     | 10月30日       |
| 第20話第427話  | しんべヱの冒険         | 楠部工   | 秦義人     | 秦義人     | 中島豊秋   | 10月30日       |
| 第21話第428話  | とんでもない思いつき   | 浦沢義雄 | 藤森雅也   | 矢野篤     | 木村文代   | 11月3日        |
| 第22話第429話  | 一年は組の城           | 浦沢義雄 | 藤森雅也   | 矢野篤     | 木村文代   | 11月4日        |
| 第23話第430話  | 忍ナメ作戦             | 浦沢義雄 | 藤森雅也   | 矢野篤     | 木村文代   | 11月5日        |
| 第24話第431話  | クサイ作戦！           | 浦沢義雄 | 芝山努     | 根岸宏樹   | 武内啓     | 11月6日        |
| 第25話第432話  | 上級生の攻撃           | 浦沢義雄 | 芝山努     | 根岸宏樹   | 武内啓     | 11月7日        |
| 第26話第433話  | 剣豪大集合             | 浦沢義雄 | 小林常夫   | 岡崎幸男   | 山崎展義   | 11月10日       |
| 第27話第434話  | 剣豪野牛金鉄           | 浦沢義雄 | 小林常夫   | 岡崎幸男   | 山崎展義   | 11月11日       |
| 第28話第435話  | チャミダレアミタケ     | 浦沢義雄 | 小林常夫   | 岡崎幸男   | 山崎展義   | 11月12日       |
| 第29話第436話  | 武術大会受付           | 浦沢義雄 | 山吉康夫   | 吉崎誠     | 吉崎誠     | 11月13日       |
| 第30話第437話  | 武術大会始まる！       | 浦沢義雄 | 山吉康夫   | 吉崎誠     | 吉崎誠     | 11月14日       |
| 第31話第438話  | 戸部先生対灰洲井溝     | 浦沢義雄 | 山吉康夫   | 吉崎誠     | 吉崎誠     | 11月17日       |
| 第32話第439話  | 田府甲斐幻鬼           | 浦沢義雄 | 佐藤卓哉   | 矢野篤     | 木村文代   | 11月18日       |
| 第33話第440話  | トイレの暗殺者         | 浦沢義雄 | 佐藤卓哉   | 矢野篤     | 木村文代   | 11月19日       |
| 第34話第441話  | 軽井居留守             | 浦沢義雄 | 佐藤卓哉   | 矢野篤     | 木村文代   | 11月20日       |
| 第35話第442話  | 火縄銃の名手           | 浦沢義雄 | 秦義人     | 秦義人     | 中島豊秋   | 11月21日       |
| 第36話第443話  | 変装名人は誰？         | 浦沢義雄 | 秦義人     | 秦義人     | 中島豊秋   | 11月24日       |
| 第37話第444話  | 十面埋伏の計           | 浦沢義雄 | 秦義人     | 秦義人     | 中島豊秋   | 11月25日       |
| 第38話第445話  | 忍術学園へ急げ         | 浦沢義雄 | 小林常夫   | 岡崎幸男   | 山崎展義   | 11月26日       |
| 第39話第446話  | 早すぎる忘年会         | 浦沢義雄 | 小林常夫   | 岡崎幸男   | 山崎展義   | 11月27日       |
| 第40話第447話  | 寒がりのネズミ？       | 浦沢義雄 | 小林常夫   | 岡崎幸男   | 山崎展義   | 11月28日       |
| 第41話第448話  | 第三協栄丸のお願い     | 浦沢義雄 | 根岸宏樹   | 根岸宏樹   | 武内啓     | 12月1日        |
| 第42話第449話  | 料理で戦え！           | 浦沢義雄 | 根岸宏樹   | 根岸宏樹   | 武内啓     | 12月2日        |
| 第43話第450話  | 黒コゲパン蔵の料理     | 浦沢義雄 | 根岸宏樹   | 根岸宏樹   | 武内啓     | 12月3日        |
| 第44話第451話  | すばらしいしんべヱ     | 橋本裕志 | 秦義人     | 秦義人     | 中島豊秋   | 12月4日        |
| 第45話第452話  | 自信満々               | 橋本裕志 | 秦義人     | 秦義人     | 中島豊秋   | 12月5日        |
| 第46話第453話  | 唐渡りの鍋             | 浦沢義雄 | 山吉康夫   | 吉崎誠     | 吉崎誠     | 12月8日        |
| 第47話第454話  | 評判の良いお医者さん   | 浦沢義雄 | 山吉康夫   | 吉崎誠     | 吉崎誠     | 12月9日        |
| 第48話第455話  | ドケチは誰？           | 浦沢義雄 | 山吉康夫   | 吉崎誠     | 吉崎誠     | 12月10日       |
| 第49話第456話  | 特別補習授業           | 楠部工   | 小林常夫   | 根岸宏樹   | 武内啓     | 12月11日       |
| 第50話第457話  | ドクタケの新兵器       | 楠部工   | 小林常夫   | 根岸宏樹   | 武内啓     | 12月12日       |
| 第51話第458話  | 新しい忍術             | 浦沢義雄 | 秦義人     | 秦義人     | 中島豊秋   | 12月15日       |
| 第52話第459話  | 忍法開発コンテスト     | 浦沢義雄 | 秦義人     | 秦義人     | 中島豊秋   | 12月16日       |
| 第53話第460話  | 美しい友情？           | 浦沢義雄 | 秦義人     | 秦義人     | 中島豊秋   | 12月17日       |
| 第54話第461話  | ボク、似てない！       | 阪口和久 | 小林常夫   | 根岸宏樹   | 武内啓     | 12月18日       |
| 第55話第462話  | わが家の宝物           | 阪口和久 | 山吉康夫   | 岡崎幸男   | 山崎展義   | 12月19日       |
| 第56話第463話  | 今日から冬休み         | 浦沢義雄 | 志村錠児   | 吉崎誠     | 吉崎誠     | 12月22日       |
| 第57話第464話  | 土井先生の妻？         | 浦沢義雄 | 志村錠児   | 吉崎誠     | 吉崎誠     | 12月23日       |
| 第58話第465話  | 再就職                 | 浦沢義雄 | 志村錠児   | 吉崎誠     | 吉崎誠     | 12月24日       |
| 第59話第466話  | ボーナスの季節         | 浦沢義雄 | 山吉康夫   | 岡崎幸男   | 山崎展義   | 12月25日       |
| 第60話第467話  | パパさんの夢           | 浦沢義雄 | 山吉康夫   | 岡崎幸男   | 山崎展義   | 12月26日       |
| 第61話第468話  | 忍者の忘年会           | 浦沢義雄 | 秦義人     | 秦義人     | 中島豊秋   | 12月29日       |
| 第62話第469話  | 刀の秘密               | 浦沢義雄 | 秦義人     | 秦義人     | 中島豊秋   | 12月30日       |
| 第63話第470話  | お正月そうそう         | 浦沢義雄 | 佐藤卓哉   | 根岸宏樹   | 武内啓     | 1998年 1月5日  |
| 第64話第471話  | 母ちゃんのお雑煮       | 浦沢義雄 | 佐藤卓哉   | 根岸宏樹   | 武内啓     | 1月6日         |
| 第65話第472話  | 楽しい新学期           | 浦沢義雄 | 佐々木和宏 | 佐々木和宏 | 浅野文彰   | 1月7日         |
| 第66話第473話  | 迷惑なボランティア     | 浦沢義雄 | 佐々木和宏 | 佐々木和宏 | 浅野文彰   | 1月8日         |
| 第67話第474話  | 氷の壁                 | 浦沢義雄 | 佐々木和宏 | 佐々木和宏 | 浅野文彰   | 1月9日         |
| 第68話第475話  | 風邪なんかこわくない！ | 浦沢義雄 | 小林常夫   | 岡崎幸男   | 山崎展義   | 1月12日        |
| 第69話第476話  | 利吉の仕事             | 浦沢義雄 | 小林常夫   | 岡崎幸男   | 山崎展義   | 1月13日        |
| 第70話第477話  | ふしぎな鈴             | 浦沢義雄 | 小林常夫   | 岡崎幸男   | 小山田良博 | 1月14日        |
| 第71話第478話  | 忍術かくれんぼ         | 阪口和久 | 秦義人     | 秦義人     | 中島豊秋   | 1月15日        |
| 第72話第479話  | 牧之介の作戦           | 浦沢義雄 | 佐藤卓哉   | 根岸宏樹   | 武内啓     | 1月16日        |
| 第73話第480話  | しんせつな先輩         | 浦沢義雄 | 山吉康夫   | 小高義規   | 西山里枝   | 1月19日        |
| 第74話第481話  | 学園長のうっかり       | 浦沢義雄 | 山吉康夫   | 小高義規   | 小田多恵子 | 1月20日        |
| 第75話第482話  | 滝夜叉丸の個人指導     | 浦沢義雄 | 山吉康夫   | 小高義規   | 西尾彰子   | 1月21日        |
| 第76話第483話  | きりちゃん大失敗       | 浦沢義雄 | 秦義人     | 秦義人     | 中島豊秋   | 1月22日        |
| 第77話第484話  | カステラ大好き         | 浦沢義雄 | 秦義人     | 秦義人     | 中島豊秋   | 1月23日        |
| 第78話第485話  | 陸を走るボート         | 浦沢義雄 | 志村錠児   | 矢野篤     | 生野裕子   | 1月26日        |
| 第79話第486話  | 歌う第三協栄丸         | 浦沢義雄 | 志村錠児   | 矢野篤     | 生野裕子   | 1月27日        |
| 第80話第487話  | 新しいお頭             | 浦沢義雄 | 志村錠児   | 矢野篤     | 生野裕子   | 1月28日        |
| 第81話第488話  | 役に立つ忍術           | 浦沢義雄 | 秦義人     | 秦義人     | 中島豊秋   | 1月29日        |
| 第82話第489話  | 乱太郎の知恵           | 阪口和久 | 志村錠児   | 志村錠児   | 吉崎誠     | 1月30日        |
| 第83話第490話  | 社会科見学             | 浦沢義雄 | 佐藤卓哉   | 根岸宏樹   | 武内啓     | 2月2日         |
| 第84話第491話  | 忍たまの友             | 浦沢義雄 | 佐藤卓哉   | 根岸宏樹   | 武内啓     | 2月3日         |
| 第85話第492話  | ドクたま!?             | 浦沢義雄 | 佐藤卓哉   | 根岸宏樹   | 武内啓     | 2月4日         |
| 第86話第493話  | ドクタケ忍術教室       | 浦沢義雄 | 小林常夫   | 岡崎幸男   | 山崎展義   | 2月5日         |
| 第87話第494話  | 荒れ寺の謎             | 浦沢義雄 | 小林常夫   | 岡崎幸男   | 山崎展義   | 2月6日         |
| 第88話第495話  | お宝の歌               | 浦沢義雄 | 小林常夫   | 岡崎幸男   | 山崎展義   | 2月9日         |
| 第89話第496話  | お家の玉がかくれてる   | 浦沢義雄 | 秦義人     | 秦義人     | 中島豊秋   | 2月10日        |
| 第90話第497話  | ドクたまふぶ鬼         | 浦沢義雄 | 秦義人     | 秦義人     | 中島豊秋   | 2月11日        |
| 第91話第498話  | 学園見学開始！         | 浦沢義雄 | 秦義人     | 秦義人     | 中島豊秋   | 2月12日        |
| 第92話第499話  | 隠し武器対決           | 浦沢義雄 | 山吉康夫   | 浅野文彰   | 浅野文彰   | 2月13日        |
| 第93話第500話  | 食堂のタダ券           | 浦沢義雄 | 山吉康夫   | 浅野文彰   | 浅野文彰   | 2月16日        |
| 第94話第501話  | くノ一の特別メニュー   | 浦沢義雄 | 山吉康夫   | 浅野文彰   | 浅野文彰   | 2月17日        |
| 第95話第502話  | 忍術学園をしらべろ！   | 浦沢義雄 | 志村錠児   | 志村錠児   | 近藤優次   | 2月18日        |
| 第96話第503話  | シワタケ峠             | 浦沢義雄 | 志村錠児   | 志村錠児   | 近藤優次   | 2月19日        |
| 第97話第504話  | 困った秀作             | 浦沢義雄 | 志村錠児   | 志村錠児   | 近藤優次   | 2月20日        |
| 第98話第505話  | 急げ忍たま！           | 浦沢義雄 | 藤森雅也   | 生野裕子   | 生野裕子   | 2月23日        |
| 第99話第506話  | 早撃ちのカニ           | 浦沢義雄 | 藤森雅也   | 生野裕子   | 生野裕子   | 2月24日        |
| 第100話第507話 | 多田堂禅の新式弾       | 浦沢義雄 | 藤森雅也   | 生野裕子   | 生野裕子   | 2月25日        |

放送休止
- 1997年12月31日：はりもぐハーリー 新年セレクション (17:00 - 18:00)
- 1998年1月1日：あずきちゃん 新年セレクション (17:00 - 18:00)
- 1998年1月2日：YAT安心!宇宙旅行 新年セレクション (17:00 - 18:00)

## 第6期
1998年4月6日から6月26日まで放送された。全60話、通算567回。
| 話数通算      | サブタイトル               | 脚本     | 絵コンテ | 演出     | 作画監督   | 初放送日      |
| ------------- | -------------------------- | -------- | -------- | -------- | ---------- | ------------- |
| 第1話第508話  | 大事な銭もうけ             | 浦沢義雄 | 小林常夫 | 根岸宏樹 | 武内啓     | 1998年 4月6日 |
| 第2話第509話  | 忍者の走り方               | 浦沢義雄 | 小林常夫 | 根岸宏樹 | 武内啓     | 4月7日        |
| 第3話第510話  | ドクたまの授業             | 浦沢義雄 | 小林常夫 | 根岸宏樹 | 武内啓     | 4月8日        |
| 第4話第511話  | ドクたまとの戦い           | 浦沢義雄 | 平田敏夫 | 小高義規 | 西山里枝   | 4月9日        |
| 第5話第512話  | 敵の陣地は？               | 浦沢義雄 | 平田敏夫 | 小高義規 | 小田多恵子 | 4月10日       |
| 第6話第513話  | 小松田秀作と兵庫第三協栄丸 | 浦沢義雄 | 志村錠児 | 浅野文彰 | 浅野文彰   | 4月13日       |
| 第7話第514話  | クイズの罠                 | 浦沢義雄 | 志村錠児 | 浅野文彰 | 浅野文彰   | 4月14日       |
| 第8話第515話  | 頬かむりの親分             | 浦沢義雄 | 志村錠児 | 浅野文彰 | 浅野文彰   | 4月15日       |
| 第9話第516話  | 早起きは三文の得？         | 矢島大輔 | 平田敏夫 | 小高義規 | 西尾彰子   | 4月16日       |
| 第10話第517話 | 学級閉鎖                   | 山吉康夫 | 平田敏夫 | 吉崎誠   | 吉崎誠     | 4月17日       |
| 第11話第518話 | 土井先生の思いつき         | 浦沢義雄 | 秦義人   | 秦義人   | 中島豊秋   | 4月20日       |
| 第12話第519話 | 春の大運動会               | 浦沢義雄 | 秦義人   | 秦義人   | 中島豊秋   | 4月21日       |
| 第13話第520話 | 借り物競走                 | 浦沢義雄 | 秦義人   | 秦義人   | 中島豊秋   | 4月22日       |
| 第14話第521話 | 樽ころがし競技             | 浦沢義雄 | 山吉康夫 | 吉崎誠   | 吉崎誠     | 4月23日       |
| 第15話第522話 | マラソン競技               | 浦沢義雄 | 山吉康夫 | 根岸宏樹 | 弓納持幸子 | 4月24日       |
| 第16話第523話 | 山田利吉                   | 浦沢義雄 | 佐藤卓哉 | 鈴谷彩   | 鈴谷彩     | 4月27日       |
| 第17話第524話 | おばちゃんを追え！         | 浦沢義雄 | 佐藤卓哉 | 鈴谷彩   | 鈴谷彩     | 4月28日       |
| 第18話第525話 | タケノコごはん             | 浦沢義雄 | 佐藤卓哉 | 鈴谷彩   | 鈴谷彩     | 4月29日       |
| 第19話第526話 | 滝夜叉丸がつかまった！     | 矢島大輔 | 志村錠児 | 志村錠児 | 近藤優次   | 4月30日       |
| 第20話第527話 | 滝夜叉丸を助け出せ         | 矢島大輔 | 志村錠児 | 志村錠児 | 近藤優次   | 5月1日        |
| 第21話第528話 | 父ちゃんが戻らない         | 浦沢義雄 | 小林常夫 | 根岸宏樹 | 武内啓     | 5月4日        |
| 第22話第529話 | 父ちゃんの出世             | 浦沢義雄 | 小林常夫 | 根岸宏樹 | 武内啓     | 5月5日        |
| 第23話第530話 | 泣かないで                 | 浦沢義雄 | 小林常夫 | 根岸宏樹 | 武内啓     | 5月6日        |
| 第24話第531話 | 待ち合わせ？               | 大和屋暁 | 秦義人   | 秦義人   | 中島豊秋   | 5月7日        |
| 第25話第532話 | 忘れた？                   | 大和屋暁 | 秦義人   | 秦義人   | 中島豊秋   | 5月8日        |
| 第26話第533話 | ドクたまファイト！         | 浦沢義雄 | 小林常夫 | 小高義規 | 今沢恵子   | 5月11日       |
| 第27話第534話 | 先生の怒り                 | 浦沢義雄 | 小林常夫 | 小高義規 | 今沢恵子   | 5月12日       |
| 第28話第535話 | ドクたまの知恵             | 浦沢義雄 | 小林常夫 | 小高義規 | 今沢恵子   | 5月13日       |
| 第29話第536話 | ユキちゃん？               | 浦沢義雄 | 佐藤卓哉 | 鈴谷彩   | 鈴谷彩     | 5月14日       |
| 第30話第537話 | くノ一三人組               | 浦沢義雄 | 佐藤卓哉 | 鈴谷彩   | 鈴谷彩     | 5月15日       |
| 第31話第538話 | 庄左ェ門の責任             | 浦沢義雄 | 山吉康夫 | 根岸宏樹 | 川口博史   | 5月18日       |
| 第32話第539話 | 六年生の夢                 | 浦沢義雄 | 山吉康夫 | 根岸宏樹 | 川口博史   | 5月19日       |
| 第33話第540話 | ミミズを守れ！             | 浦沢義雄 | 山吉康夫 | 根岸宏樹 | 川口博史   | 5月20日       |
| 第34話第541話 | 迷子の迷子                 | 浦沢義雄 | 佐藤卓哉 | 鈴谷彩   | 鈴谷彩     | 5月21日       |
| 第35話第542話 | おいしいお団子             | 大和屋暁 | 秦義人   | 秦義人   | 中島豊秋   | 5月22日       |
| 第36話第543話 | 天丼の術                   | 浦沢義雄 | 志村錠児 | 志村錠児 | 近藤優次   | 5月25日       |
| 第37話第544話 | 作戦成功！                 | 浦沢義雄 | 志村錠児 | 志村錠児 | 近藤優次   | 5月26日       |
| 第38話第545話 | 骨センベイ                 | 浦沢義雄 | 志村錠児 | 志村錠児 | 近藤優次   | 5月27日       |
| 第39話第546話 | 学園長の朝                 | 大和屋暁 | 小林常夫 | 根岸宏樹 | 武内啓     | 5月28日       |
| 第40話第547話 | キノコがいっぱい！         | 浦沢義雄 | 小林常夫 | 根岸宏樹 | 武内啓     | 5月29日       |
| 第41話第548話 | しんべヱの勘違い           | 浦沢義雄 | 秦義人   | 秦義人   | 中島豊秋   | 6月1日        |
| 第42話第549話 | しんべヱはどこだ？         | 浦沢義雄 | 秦義人   | 秦義人   | 中島豊秋   | 6月2日        |
| 第43話第550話 | おのこしは許しまへん！     | 浦沢義雄 | 秦義人   | 秦義人   | 中島豊秋   | 6月3日        |
| 第44話第551話 | 土井先生の洗濯物           | 矢島大輔 | 志村錠児 | 志村錠児 | 近藤優次   | 6月4日        |
| 第45話第552話 | 喜三太の約束               | 大和屋暁 | 小林常夫 | 根岸宏樹 | 近藤優次   | 6月5日        |
| 第46話第553話 | 蛙の引っ越し               | 浦沢義雄 | 小田原男 | 真野玲   | 船塚純子   | 6月8日        |
| 第47話第554話 | ふぶ鬼と風鬼               | 浦沢義雄 | 小田原男 | 真野玲   | 船塚純子   | 6月9日        |
| 第48話第555話 | 風鬼の涙                   | 浦沢義雄 | 小田原男 | 真野玲   | 船塚純子   | 6月10日       |
| 第49話第556話 | 楽しい授業                 | 田波靖男 | 佐藤卓哉 | 遠藤靖裕 | 遠藤靖裕   | 6月11日       |
| 第50話第557話 | 猫の目時計                 | 田波靖男 | 佐藤卓哉 | 遠藤靖裕 | 遠藤靖裕   | 6月12日       |
| 第51話第558話 | 土井先生のドブ掃除         | 浦沢義雄 | 芝山努   | 遠藤靖裕 | 遠藤靖裕   | 6月15日       |
| 第52話第559話 | 安宅船の設計図             | 浦沢義雄 | 芝山努   | 遠藤靖裕 | 遠藤靖裕   | 6月16日       |
| 第53話第560話 | 海へ急げ！                 | 浦沢義雄 | 芝山努   | 遠藤靖裕 | 遠藤靖裕   | 6月17日       |
| 第54話第561話 | ドクたまの制服             | 浦沢義雄 | 秦義人   | 秦義人   | 中島豊秋   | 6月18日       |
| 第55話第562話 | 実戦に強い！               | 浦沢義雄 | 秦義人   | 秦義人   | 中島豊秋   | 6月19日       |
| 第56話第563話 | ニセもの対ニセもの         | 浦沢義雄 | 秦義人   | 秦義人   | 中島豊秋   | 6月22日       |
| 第57話第564話 | 先輩が危ない！             | 浦沢義雄 | 小林常夫 | 根岸宏樹 | 武内啓     | 6月23日       |
| 第58話第565話 | 忍術学園へ戻れ？           | 浦沢義雄 | 小林常夫 | 根岸宏樹 | 武内啓     | 6月24日       |
| 第59話第566話 | 乱太郎の作文               | 浦沢義雄 | 小林常夫 | 根岸宏樹 | 武内啓     | 6月25日       |
| 第60話第566話 | ヘムヘムの学園長代理       | 浦沢義雄 | 佐藤卓哉 | 遠藤靖裕 | 遠藤靖裕   | 6月26日       |

## 第7期
1999年4月5日から7月23日、7月30日まで放送された。全80話、通算647回。
| 話数通算      | サブタイトル           | 脚本     | 絵コンテ       | 演出           | 作画監督 | 初放送日      |
| ------------- | ---------------------- | -------- | -------------- | -------------- | -------- | ------------- |
| 第1話第568話  | きり丸のアルバイト     | 浦沢義雄 | 望月智充       | 矢野篤         | 遠藤靖裕 | 1999年 4月5日 |
| 第2話第569話  | カワタケ村へ行け       | 浦沢義雄 | 望月智充       | 矢野篤         | 武内啓   | 4月6日        |
| 第3話第570話  | 仮免の忍者             | 浦沢義雄 | 望月智充       | 矢野篤         | 川口博史 | 4月7日        |
| 第4話第571話  | 村の罠                 | 浦沢義雄 | 秦義人         | 秦義人         | 中島豊秋 | 4月8日        |
| 第5話第572話  | 村はずれの家           | 浦沢義雄 | 秦義人         | 秦義人         | 中島豊秋 | 4月9日        |
| 第6話第573話  | ゴールド免許の忍者     | 浦沢義雄 | 秦義人         | 秦義人         | 中島豊秋 | 4月12日       |
| 第7話第574話  | 倒れた旅人             | 浦沢義雄 | 佐山聖子       | 宮崎一哉       | 森中正春 | 4月13日       |
| 第8話第575話  | 恐怖の用具委員         | 浦沢義雄 | 佐山聖子       | 宮崎一哉       | 田代和夫 | 4月14日       |
| 第9話第576話  | こわ〜い在庫調べ       | 浦沢義雄 | 佐山聖子       | 宮崎一哉       | 森中正春 | 4月15日       |
| 第10話第577話 | 忍者・牧之介           | 浦沢義雄 | 真野玲         | 近藤優次       | 近藤優次 | 4月16日       |
| 第11話第578話 | 丹波七化け             | 浦沢義雄 | 真野玲         | 近藤優次       | 近藤優次 | 4月19日       |
| 第12話第579話 | いろいろな顔           | 浦沢義雄 | 真野玲         | 近藤優次       | 近藤優次 | 4月20日       |
| 第13話第580話 | ニセ丹波七化け         | 浦沢義雄 | 望月智充       | 志村錠児       | 武内啓   | 4月21日       |
| 第14話第581話 | 丹波忍者の資格審査     | 浦沢義雄 | 望月智充       | 志村錠児       | 武内啓   | 4月22日       |
| 第15話第582話 | 刀のない剣豪           | 浦沢義雄 | 望月智充       | 志村錠児       | 武内啓   | 4月23日       |
| 第16話第583話 | 文化祭の準備           | 浦沢義雄 | いわもとやすお | いわもとやすお | 中島豊秋 | 4月26日       |
| 第17話第584話 | 六年生の謎             | 浦沢義雄 | いわもとやすお | いわもとやすお | 中島豊秋 | 4月27日       |
| 第18話第585話 | 学園長の狙い           | 浦沢義雄 | いわもとやすお | いわもとやすお | 中島豊秋 | 4月28日       |
| 第19話第586話 | ドクたまのレディース？ | 浦沢義雄 | 志村錠児       | 矢野篤         | 遠藤靖裕 | 4月29日       |
| 第20話第587話 | お友だちの怒り         | 浦沢義雄 | 志村錠児       | 矢野篤         | 石黒育   | 4月30日       |
| 第21話第588話 | 友よ、また会おう       | 浦沢義雄 | 志村錠児       | 矢野篤         | 西野彰子 | 5月3日        |
| 第22話第589話 | 再び大安宅船を造る     | 浦沢義雄 | 秦義人         | 秦義人         | 中島豊秋 | 5月4日        |
| 第23話第590話 | 怪しい船               | 浦沢義雄 | 秦義人         | 秦義人         | 中島豊秋 | 5月6日        |
| 第24話第591話 | ドクたまを助けろ       | 浦沢義雄 | 秦義人         | 秦義人         | 中島豊秋 | 5月7日        |
| 第25話第592話 | ドクたま救出作戦       | 浦沢義雄 | 真野玲         | 宮崎一哉       | 田代和夫 | 5月10日       |
| 第26話第593話 | 暗号表！               | 浦沢義雄 | 真野玲         | 宮崎一哉       | 森中正春 | 5月11日       |
| 第27話第594話 | 小松田秀作の名札       | 浦沢義雄 | 真野玲         | 宮崎一哉       | 森中正春 | 5月12日       |
| 第28話第595話 | 小松田秀作さんを探せ   | 浦沢義雄 | 望月智充       | 志村錠児       | 今沢恵子 | 5月13日       |
| 第29話第596話 | 怪しい主人             | 浦沢義雄 | 望月智充       | 志村錠児       | 武内啓   | 5月14日       |
| 第30話第597話 | 暗号表は？             | 浦沢義雄 | 望月智充       | 志村錠児       | 武内啓   | 5月17日       |
| 第31話第598話 | 忍者がいっぱい!?       | 浦沢義雄 | 鈴木卓夫       | 近藤優次       | 近藤優次 | 5月18日       |
| 第32話第599話 | 全員退却               | 浦沢義雄 | 鈴木卓夫       | 近藤優次       | 近藤優次 | 5月19日       |
| 第33話第600話 | 巨大安宅船             | 浦沢義雄 | 鈴木卓夫       | 近藤優次       | 近藤優次 | 5月20日       |
| 第34話第601話 | 釣りでおじゃる         | 大和屋暁 | いわもとやすお | いわもとやすお | 中島豊秋 | 5月21日       |
| 第35話第602話 | 学園長の特別な日       | 大和屋暁 | いわもとやすお | いわもとやすお | 中島豊秋 | 5月24日       |
| 第36話第603話 | おばちゃんの悩み       | 浦沢義雄 | 佐山聖子       | 矢野篤         | 大西克美 | 5月25日       |
| 第37話第604話 | メニューを増やす旅     | 浦沢義雄 | 佐山聖子       | 矢野篤         | 西尾彰子 | 5月26日       |
| 第38話第605話 | 板井野飛田の悪巧み     | 浦沢義雄 | 佐山聖子       | 石黒育         | 石黒育   | 5月27日       |
| 第39話第606話 | 父ちゃんの仕事         | 浦沢義雄 | 秦義人         | 秦義人         | 中島豊秋 | 5月28日       |
| 第40話第607話 | 北西への旅             | 浦沢義雄 | 秦義人         | 秦義人         | 中島豊秋 | 5月31日       |
| 第41話第608話 | 砦へ入る               | 浦沢義雄 | 秦義人         | 秦義人         | 中島豊秋 | 6月1日        |
| 第42話第609話 | 三人の仲間の忍者       | 浦沢義雄 | 真野玲         | 宮崎一哉       | 田代和夫 | 6月2日        |
| 第43話第610話 | やぎゅうレッツゴー     | 浦沢義雄 | 真野玲         | 宮崎一哉       | 河合静男 | 6月3日        |
| 第44話第611話 | 袋がえしの術           | 浦沢義雄 | 真野玲         | 宮崎一哉       | 田代和夫 | 6月4日        |
| 第45話第612話 | 招かざる客             | 浦沢義雄 | 志村錠児       | 宮崎一哉       | 石田啓一 | 6月7日        |
| 第46話第613話 | こわい武器             | 浦沢義雄 | 志村錠児       | 宮崎一哉       | 石田啓一 | 6月8日        |
| 第47話第614話 | 人ちがい               | 浦沢義雄 | 志村錠児       | 宮崎一哉       | 石田啓一 | 6月9日        |
| 第48話第615話 | はずかしい             | 浦沢義雄 | 小林治         | 矢野篤         | 今沢恵子 | 6月10日       |
| 第49話第616話 | たるんどる             | 浦沢義雄 | 小林治         | 矢野篤         | 武内啓   | 6月11日       |
| 第50話第617話 | よい子チーム           | 浦沢義雄 | 小林治         | 矢野篤         | 武内啓   | 6月14日       |
| 第51話第618話 | 宗成寺へ行け           | 浦沢義雄 | いわもとやすお | いわもとやすお | 中島豊秋 | 6月15日       |
| 第52話第619話 | たんぽぽ組             | 浦沢義雄 | いわもとやすお | いわもとやすお | 中島豊秋 | 6月16日       |
| 第53話第620話 | 学園長の性格           | 浦沢義雄 | いわもとやすお | いわもとやすお | 中島豊秋 | 6月17日       |
| 第54話第621話 | 前進許可札がない       | 浦沢義雄 | 鈴木卓夫       | 近藤優次       | 近藤優次 | 6月18日       |
| 第55話第622話 | ヤブの中の茶店         | 浦沢義雄 | 鈴木卓夫       | 近藤優次       | 近藤優次 | 6月21日       |
| 第56話第623話 | 失格また失格           | 浦沢義雄 | 鈴木卓夫       | 近藤優次       | 近藤優次 | 6月22日       |
| 第57話第624話 | 足のひっぱりあい       | 浦沢義雄 | 秦義人         | 秦義人         | 中島豊秋 | 6月23日       |
| 第58話第625話 | 兵太夫は秘密兵器       | 浦沢義雄 | 秦義人         | 秦義人         | 中島豊秋 | 6月24日       |
| 第59話第626話 | 和尚さまの家出         | 浦沢義雄 | 秦義人         | 秦義人         | 中島豊秋 | 6月25日       |
| 第60話第627話 | 夏休みでうわの空       | 浦沢義雄 | 芝山努         | 矢野篤         | 遠藤靖裕 | 6月28日       |
| 第61話第628話 | 事件にまきこまれた     | 浦沢義雄 | 芝山努         | 矢野篤         | 細谷秋夫 | 6月29日       |
| 第62話第629話 | 堺の港の盗賊           | 浦沢義雄 | 芝山努         | 矢野篤         | 石黒育   | 6月30日       |
| 第63話第630話 | 誰もいない海           | 浦沢義雄 | 佐山聖子       | 宮崎一哉       | 河合静男 | 7月1日        |
| 第64話第631話 | トドより大きな人魚     | 浦沢義雄 | 佐山聖子       | 宮崎一哉       | 田代和夫 | 7月2日        |
| 第65話第632話 | くノ一の食事当番       | 浦沢義雄 | 佐山聖子       | 宮崎一哉       | 石田啓一 | 7月5日        |
| 第66話第633話 | そうめんドロボウ       | 浦沢義雄 | 鈴木トシオ     | 根岸宏樹       | 鈴木玲子 | 7月6日        |
| 第67話第634話 | 八方斎といっしょ       | 浦沢義雄 | 鈴木トシオ     | 根岸宏樹       | 今沢恵子 | 7月7日        |
| 第68話第635話 | 峠のわな               | 浦沢義雄 | 鈴木トシオ     | 根岸宏樹       | 武内啓   | 7月8日        |
| 第69話第636話 | 五車の術               | 大和屋暁 | 鈴木卓夫       | 近藤優次       | 近藤優次 | 7月9日        |
| 第70話第637話 | 夏休みの登校日         | 浦沢義雄 | いわもとやすお | いわもとやすお | 中島豊秋 | 7月12日       |
| 第71話第638話 | ラッキョウ漬け         | 浦沢義雄 | いわもとやすお | いわもとやすお | 中島豊秋 | 7月13日       |
| 第72話第639話 | 学園長のかかし         | 浦沢義雄 | いわもとやすお | いわもとやすお | 中島豊秋 | 7月14日       |
| 第73話第640話 | 外れない               | 大和屋暁 | 鈴木卓夫       | 近藤優次       | 近藤優次 | 7月15日       |
| 第74話第641話 | 涼しくなりたい         | 大和屋暁 | 鈴木卓夫       | 近藤優次       | 近藤優次 | 7月16日       |
| 第75話第642話 | 忍術とはなんだ？       | 田波靖男 | 秦義人         | 秦義人         | 中島豊秋 | 7月19日       |
| 第76話第643話 | 先生用の教科書         | 田波靖男 | 秦義人         | 秦義人         | 中島豊秋 | 7月20日       |
| 第77話第644話 | だれの手紙？           | 田波靖男 | 秦義人         | 秦義人         | 中島豊秋 | 7月21日       |
| 第78話第645話 | 喜三太のナメクジ       | 浦沢義雄 | 鈴木トシオ     | 矢野篤         | 遠藤靖裕 | 7月22日       |
| 第79話第646話 | プロの人助け？         | 浦沢義雄 | いわもとやすお | 矢野篤         | 藤森雅也 | 7月23日       |
| 第80話第647話 | 森のガードマン         | 大和屋暁 | いわもとやすお | いわもとやすお | 中島豊秋 | 7月30日       |

放送休止
- 1999年5月5日：ハッチポッチステーション オン・ステージ (17:00 - 18:00)

## 第8期
2000年4月3日から7月24日まで放送された。全80話、通算727回。
| 話数通算      | サブタイトル           | 脚本     | 絵コンテ       | 演出           | 作画監督                   | 初放送日      |
| ------------- | ---------------------- | -------- | -------------- | -------------- | -------------------------- | ------------- |
| 第1話第648話  | 学園長のお言葉         | 浦沢義雄 | 藤森雅也       | 岡英和         | 武内啓                     | 2000年 4月3日 |
| 第2話第646話  | 原因は？               | 浦沢義雄 | 藤森雅也       | 岡英和         | 武内啓                     | 4月4日        |
| 第3話第650話  | 原因の原因は？         | 浦沢義雄 | 藤森雅也       | 岡英和         | 武内啓                     | 4月5日        |
| 第4話第651話  | あぶないペット         | 浦沢義雄 | 鈴木卓夫       | 鈴木卓夫       | 藤森雅也                   | 4月6日        |
| 第5話第652話  | 新しい事務員           | 浦沢義雄 | 秦義人         | 秦義人         | 高橋昇                     | 4月7日        |
| 第6話第653話  | 学園破り               | 浦沢義雄 | いわもとやすお | いわもとやすお | 高橋昇                     | 4月10日       |
| 第7話第654話  | 本日のランチは…        | 浦沢義雄 | いわもとやすお | いわもとやすお | 高橋昇                     | 4月11日       |
| 第8話第655話  | どうしても勝ちたい     | 浦沢義雄 | いわもとやすお | いわもとやすお | 高橋昇                     | 4月12日       |
| 第9話第656話  | 書庫整理               | 浦沢義雄 | 鈴木卓夫       | 辻伸一         | 辻伸一 藤森雅也            | 4月13日       |
| 第10話第657話 | 謎の巻き物             | 浦沢義雄 | 鈴木卓夫       | 鈴木卓夫       | 遠藤靖裕 藤森雅也          | 4月14日       |
| 第11話第658話 | 占いが気になる         | 浦沢義雄 | 細谷秋夫       | 近藤優次       | 近藤優次                   | 4月17日       |
| 第12話第659話 | 人気の占い師           | 浦沢義雄 | 細谷秋夫       | 近藤優次       | 近藤優次                   | 4月18日       |
| 第13話第660話 | 略本の術               | 浦沢義雄 | 細谷秋夫       | 近藤優次       | 近藤優次                   | 4月19日       |
| 第14話第661話 | 巫女の伝子さん         | 浦沢義雄 | 秦義人         | 秦義人         | 高橋昇                     | 4月20日       |
| 第15話第662話 | 占い師を倒せ           | 浦沢義雄 | 秦義人         | 秦義人         | 高橋昇                     | 4月21日       |
| 第16話第663話 | 魚が食べたい           | 浦沢義雄 | 岡英和         | 岡英和         | 武内啓                     | 4月24日       |
| 第17話第664話 | 第三協栄丸の地引き網   | 浦沢義雄 | 岡英和         | 岡英和         | 武内啓                     | 4月25日       |
| 第18話第665話 | 牧之介の就職           | 浦沢義雄 | 岡英和         | 岡英和         | 武内啓                     | 4月26日       |
| 第19話第666話 | 出て行け！             | 大和屋暁 | 辻伸一         | 関根昌之       | 関根昌之                   | 4月27日       |
| 第20話第667話 | 泣く男                 | 大和屋暁 | 辻伸一         | 川口博史       | 川口博史                   | 4月28日       |
| 第21話第668話 | 金楽寺の大掃除         | 浦沢義雄 | いわもとやすお | いわもとやすお | 高橋昇                     | 5月1日        |
| 第22話第669話 | 母ちゃんが来た         | 浦沢義雄 | いわもとやすお | いわもとやすお | 高橋昇                     | 5月2日        |
| 第23話第670話 | 動くこま犬             | 浦沢義雄 | いわもとやすお | いわもとやすお | 高橋昇                     | 5月3日        |
| 第24話第671話 | ドクたま視察に来る     | 浦沢義雄 | 鈴木卓夫       | 鈴木卓夫       | 玉利和枝 浦中利浩 中島裕一 | 5月4日        |
| 第25話第672話 | 消えたようかん         | 浦沢義雄 | 鈴木卓夫       | 鈴木卓夫       | 遠藤靖裕                   | 5月5日        |
| 第26話第673話 | 竜王丸の部屋           | 大和屋暁 | 佐々木和宏     | 浅野文彰       | 浅野文彰                   | 5月8日        |
| 第27話第674話 | けっこう儲かる         | 浦沢義雄 | 鈴木卓夫       | 鈴木卓夫       | 玉利和枝 浦中利浩 中島裕一 | 5月9日        |
| 第28話第675話 | 利吉と山田先生         | 浦沢義雄 | 細谷秋夫       | 近藤優次       | 近藤優次                   | 5月10日       |
| 第29話第676話 | 大木先生のラッキョウ   | 浦沢義雄 | 細谷秋夫       | 近藤優次       | 近藤優次                   | 5月11日       |
| 第30話第677話 | パパからの手紙         | 浦沢義雄 | 細谷秋夫       | 近藤優次       | 近藤優次                   | 5月12日       |
| 第31話第678話 | 庄左ェ門と八方斎       | 浦沢義雄 | 秦義人         | 秦義人         | 高橋昇                     | 5月15日       |
| 第32話第679話 | 昼寝の時間             | 浦沢義雄 | 秦義人         | 秦義人         | 中島豊秋                   | 5月16日       |
| 第33話第680話 | 心配なお使い           | 浦沢義雄 | 秦義人         | 秦義人         | 中島豊秋                   | 5月17日       |
| 第34話第681話 | そうだったっけ？       | 大和屋暁 | 木村哲         | 辻伸一         | 土橋博                     | 5月18日       |
| 第35話第682話 | 上手な変装             | 阪口和久 | 辻伸一         | 辻伸一         | 佐久間信計                 | 5月19日       |
| 第36話第683話 | 青春を取り返せ         | 大和屋暁 | 辻伸一         | 辻伸一         | 細谷秋夫                   | 5月22日       |
| 第37話第684話 | 牧之介の作戦           | 浦沢義雄 | 青木佐恵子     | 岡英和         | 武内啓                     | 5月23日       |
| 第38話第685話 | 鬼蜘蛛丸の涙           | 浦沢義雄 | 青木佐恵子     | 岡英和         | 武内啓                     | 5月24日       |
| 第39話第686話 | 手裏剣猛練習           | 浦沢義雄 | 青木佐恵子     | 岡英和         | 武内啓                     | 5月25日       |
| 第40話第687話 | おにぎりマラソン       | 浦沢義雄 | いわもとやすお | いわもとやすお | 中島豊秋                   | 5月26日       |
| 第41話第688話 | 父親観察の日           | 浦沢義雄 | いわもとやすお | いわもとやすお | 中島豊秋                   | 5月29日       |
| 第42話第689話 | 天井裏のネズミ         | 浦沢義雄 | いわもとやすお | いわもとやすお | 中島豊秋                   | 5月30日       |
| 第43話第690話 | 潜入！八方斎           | 浦沢義雄 | 鈴木卓夫       | 鈴木卓夫       | 島田ひであき               | 5月31日       |
| 第44話第691話 | 馬はいかが             | 浦沢義雄 | 秦義人         | 鈴木卓夫       | 川口博史 浦中利浩 中島裕一 | 6月1日        |
| 第45話第692話 | ユキの悩み             | 浦沢義雄 | 秦義人         | 鈴木卓夫       | 遠藤靖裕                   | 6月2日        |
| 第46話第693話 | お楽しみ会             | 浦沢義雄 | 細谷秋夫       | 近藤優次       | 近藤優次                   | 6月5日        |
| 第47話第694話 | 伊助の憧れ             | 浦沢義雄 | 細谷秋夫       | 近藤優次       | 近藤優次                   | 6月6日        |
| 第48話第695話 | 新しいアヒルさん       | 浦沢義雄 | 細谷秋夫       | 近藤優次       | 近藤優次                   | 6月7日        |
| 第49話第696話 | 最後の小銭             | 阪口和久 | 辻伸一         | 辻伸一         | 若林常夫                   | 6月8日        |
| 第50話第697話 | 危ない！               | 大和屋暁 | 辻伸一         | 辻伸一         | 細谷秋夫                   | 6月9日        |
| 第51話第698話 | 牧之介必殺剣           | 阪口和久 | 辻伸一         | 辻伸一         | 土橋博                     | 6月12日       |
| 第52話第699話 | 明るくなりたい         | 浦沢義雄 | 秦義人         | 秦義人         | 武内啓                     | 6月13日       |
| 第53話第700話 | ドケチの修行           | 浦沢義雄 | 秦義人         | 秦義人         | 武内啓                     | 6月14日       |
| 第54話第701話 | パン蔵先生を救え       | 浦沢義雄 | 秦義人         | 秦義人         | 武内啓                     | 6月15日       |
| 第55話第702話 | 写生大会               | 浦沢義雄 | いわもとやすお | いわもとやすお | 中島豊秋                   | 7月24日       |
| 第56話第703話 | 避難訓練               | 浦沢義雄 | いわもとやすお | いわもとやすお | 中島豊秋                   | 6月19日       |
| 第57話第704話 | 金楽寺で戦             | 浦沢義雄 | いわもとやすお | いわもとやすお | 中島豊秋                   | 6月20日       |
| 第58話第705話 | 風鬼の学園視察         | 浦沢義雄 | 鈴木卓夫       | 鈴木卓夫       | 浦中利浩 中島裕一          | 6月21日       |
| 第59話第706話 | つり刀のテスト         | 浦沢義雄 | 大宙征基       | 鈴木卓夫       | 浅野文彰 木村文代          | 6月22日       |
| 第60話第707話 | 戸部先生の出張         | 浦沢義雄 | 青木佐恵子     | 鈴木卓夫       | 遠藤靖裕                   | 6月23日       |
| 第61話第708話 | 優秀な忍者になる       | 大和屋暁 | 細谷秋夫       | 近藤優次       | 近藤優次                   | 6月26日       |
| 第62話第709話 | まんじゅうからい       | 阪口和久 | 細谷秋夫       | 近藤優次       | 近藤優次                   | 6月27日       |
| 第63話第710話 | くノ一の先生           | 浦沢義雄 | 辻伸一         | 辻伸一         | 細谷秋夫                   | 6月28日       |
| 第64話第711話 | 注文された臼砲         | 浦沢義雄 | 辻伸一         | 辻伸一         | 土橋博                     | 6月29日       |
| 第65話第712話 | 黒トカゲ先生の正体     | 浦沢義雄 | 辻伸一         | 辻伸一         | 若林常夫                   | 6月30日       |
| 第66話第713話 | しんべヱの妹           | 浦沢義雄 | 藤森雅也       | 秦義人         | 武内啓                     | 7月3日        |
| 第67話第714話 | かねめのもの           | 浦沢義雄 | 藤森雅也       | 秦義人         | 武内啓                     | 7月4日        |
| 第68話第715話 | くせ者が発生した       | 浦沢義雄 | いわもとやすお | いわもとやすお | 中島豊秋                   | 7月5日        |
| 第69話第716話 | 完全昼型の忍者         | 浦沢義雄 | いわもとやすお | いわもとやすお | 中島豊秋                   | 7月6日        |
| 第70話第717話 | 極楽丸の包丁           | 浦沢義雄 | いわもとやすお | いわもとやすお | 中島豊秋                   | 7月7日        |
| 第71話第718話 | 海賊に転職             | 浦沢義雄 | 細谷秋夫       | 近藤優次       | 近藤優次                   | 7月10日       |
| 第72話第719話 | 眠りたい               | 浦沢義雄 | 秦義人         | 秦義人         | 武内啓                     | 7月11日       |
| 第73話第720話 | ドクタケが狙う         | 浦沢義雄 | 鈴木卓夫       | 鈴木卓夫       | 中島裕一 浦中利浩          | 7月12日       |
| 第74話第721話 | 忍たま長屋を探せ       | 浦沢義雄 | 鈴木卓夫       | 鈴木卓夫       | 浅野文彰 中島裕一 浦中利浩 | 7月13日       |
| 第75話第722話 | 主婦の勘               | 浦沢義雄 | 鈴木卓夫       | 鈴木卓夫       | 遠藤靖裕                   | 7月14日       |
| 第76話第723話 | 多田堂禅が捕まった     | 浦沢義雄 | 細谷秋夫       | 近藤優次       | 近藤優次                   | 7月17日       |
| 第77話第724話 | ニセ設計図を届ける     | 浦沢義雄 | 細谷秋夫       | 近藤優次       | 近藤優次                   | 7月18日       |
| 第78話第725話 | ドクアジロガサの罠     | 浦沢義雄 | 細谷秋夫       | 近藤優次       | 近藤優次                   | 7月19日       |
| 第79話第726話 | でっかい声のヒソヒソ話 | 浦沢義雄 | 河内日出夫     | 秦義人         | 武内啓                     | 7月20日       |
| 第80話第727話 | オンボロ屋敷の爆発     | 浦沢義雄 | 河内日出夫     | 秦義人         | 武内啓                     | 7月21日       |

放送休止
- 2000年6月16日：香淳皇后崩御

## 第9期
2001年4月2日から7月20日まで放送された。全80話、通算807回。
丹下が2000年から声優業を長期休業したことに伴い、本シリーズよりユキ役の声優を再び國府田が担当することになった。
また、福富しんベヱ、山村喜三太、立花仙蔵による「厳禁シリーズ」が開始。同シリーズの脚本を担当している阪口和久によると、仙蔵の火薬が得意という設定から思いついたのがこの3人であったといい、火薬に強い仙蔵に対するキャラクターはすぐにしんべヱと喜三太の2人に決まったという。2011年に発行されたアニメーションブック『忍たま忍法帖』ではある年に「今期は厳禁シリーズの話を2回やりませんか？」と話を持ちかけられたことがあったが、土台である乱太郎たちの世界があってこその1年に1度のノリだからいいと考えているために断ったことを語っている。
| 話数通算      | サブタイトル             | 脚本     | 絵コンテ     | 演出       | 作画監督          | 初放送日      |
| ------------- | ------------------------ | -------- | ------------ | ---------- | ----------------- | ------------- |
| 第1話第728話  | 忍者の心がまえ           | 浦沢義雄 | 志村錠児     | 志村錠児   | 三浦悦子          | 2001年 4月2日 |
| 第2話第729話  | 課題のプリント           | 浦沢義雄 | 志村錠児     | 志村錠児   | 三浦悦子          | 4月3日        |
| 第3話第730話  | 印を取る                 | 浦沢義雄 | 志村錠児     | 志村錠児   | 三浦悦子          | 4月4日        |
| 第4話第731話  | 何か食べさせて           | 浦沢義雄 | 望月智充     | 近藤優次   | 近藤優次          | 4月5日        |
| 第5話第732話  | 小松田さんの素質         | 浦沢義雄 | 望月智充     | 近藤優次   | 近藤優次          | 4月6日        |
| 第6話第733話  | 洗濯物のにおい           | 浦沢義雄 | 鈴木幸雄     | 鈴木幸雄   | 中島豊秋          | 4月9日        |
| 第7話第734話  | 田府甲斐さんの着物       | 浦沢義雄 | 鈴木幸雄     | 鈴木幸雄   | 中島豊秋          | 4月10日       |
| 第8話第735話  | オトリ作戦               | 浦沢義雄 | 鈴木幸雄     | 鈴木幸雄   | 中島豊秋          | 4月11日       |
| 第9話第736話  | 寝相が悪い               | 浦沢義雄 | 望月智充     | 近藤優次   | 近藤優次          | 4月12日       |
| 第10話第737話 | 疲れた理由               | 浦沢義雄 | 鈴木卓夫     | 鈴木卓夫   | 今沢恵子          | 4月13日       |
| 第11話第738話 | 再び田府甲斐さん         | 浦沢義雄 | 橋本三郎     | 荻原露光   | 水村十司          | 4月16日       |
| 第12話第739話 | 謎のヤマイモ男           | 浦沢義雄 | 橋本三郎     | 荻原露光   | 水村十司          | 4月17日       |
| 第13話第740話 | マイタケ城の抜け穴       | 浦沢義雄 | 橋本三郎     | 荻原露光   | 水村十司          | 4月18日       |
| 第14話第741話 | マイタケ城へ忍び込め     | 浦沢義雄 | 青木佐恵子   | 成川武千嘉 | 川口博史          | 4月19日       |
| 第15話第742話 | 自然薯居士の幻術         | 浦沢義雄 | 青木佐恵子   | 成川武千嘉 | 川口博史          | 4月20日       |
| 第16話第743話 | ガイコツに見える         | 浦沢義雄 | 青木佐恵子   | 成川武千嘉 | 川口博史          | 4月23日       |
| 第17話第744話 | 喜三太のひーひー婆ちゃん | 浦沢義雄 | 鈴木卓夫     | 鈴木卓夫   | 遠藤靖裕          | 4月24日       |
| 第18話第745話 | 風魔くノ一               | 浦沢義雄 | 鈴木卓夫     | 鈴木卓夫   | 今沢恵子          | 4月25日       |
| 第19話第746話 | 杭瀬村の戦い             | 浦沢義雄 | 望月智充     | 志村錠児   | 三浦悦子          | 4月26日       |
| 第20話第747話 | あの方                   | 浦沢義雄 | 望月智充     | 志村錠児   | 三浦悦子          | 4月27日       |
| 第21話第748話 | 里芋をお届け             | 浦沢義雄 | 鈴木幸雄     | 鈴木幸雄   | 中島豊秋          | 4月30日       |
| 第22話第749話 | 南蛮手品                 | 浦沢義雄 | 鈴木幸雄     | 鈴木幸雄   | 中島豊秋          | 5月1日        |
| 第23話第750話 | 再びカメちゃんが来た     | 浦沢義雄 | 鈴木卓夫     | 志村錠児   | 三浦悦子          | 5月2日        |
| 第24話第751話 | ようかんの隠し場所       | 浦沢義雄 | 鈴木幸雄     | 鈴木幸雄   | 中島豊秋          | 5月3日        |
| 第25話第752話 | 牧之介百八刀流           | 阪口和久 | 河内日出夫   | 近藤優次   | 近藤優次          | 5月4日        |
| 第26話第753話 | しんべヱ走る             | 大和屋暁 | 河内日出夫   | 近藤優次   | 近藤優次          | 5月7日        |
| 第27話第754話 | 海賊のさかな屋さん       | 浦沢義雄 | 望月智充     | 近藤優次   | 近藤優次          | 5月8日        |
| 第28話第755話 | ドケチに戻れ             | 浦沢義雄 | 橋本三郎     | 橋本三郎   | 水村十司          | 5月9日        |
| 第29話第756話 | 滝夜叉丸のコーチ         | 浦沢義雄 | 橋本三郎     | 橋本三郎   | 水村十司          | 5月10日       |
| 第30話第757話 | ドクタケの秘密演習       | 浦沢義雄 | 橋本三郎     | 橋本三郎   | 水村十司          | 5月11日       |
| 第31話第758話 | 学園長の宝物             | 阪口和久 | 鈴木卓夫     | 鈴木卓夫   | 遠藤靖裕          | 5月14日       |
| 第32話第759話 | 免許皆伝の巻物           | 阪口和久 | 鈴木卓夫     | 鈴木卓夫   | 今沢恵子          | 5月15日       |
| 第33話第760話 | 補習授業を終わらせろ     | 阪口和久 | 鈴木卓夫     | 鈴木卓夫   | 今沢恵子          | 5月16日       |
| 第34話第761話 | くノ一教室合同授業       | 浦沢義雄 | 望月智充     | 近藤優次   | 近藤優次          | 5月17日       |
| 第35話第762話 | 新しい忍者食             | 浦沢義雄 | 青木佐恵子   | 近藤優次   | 近藤優次          | 5月18日       |
| 第36話第763話 | 逃げろ！                 | 大和屋暁 | 河内日出夫   | 近藤優次   | 近藤優次          | 5月21日       |
| 第37話第764話 | 陸の王者第三協栄丸       | 浦沢義雄 | 志村錠児     | 志村錠児   | 三浦悦子          | 5月22日       |
| 第38話第765話 | 安藤先生のいやみ         | 浦沢義雄 | 志村錠児     | 志村錠児   | 三浦悦子          | 5月23日       |
| 第39話第766話 | 花柄の足袋               | 浦沢義雄 | 志村錠児     | 志村錠児   | 三浦悦子          | 5月24日       |
| 第40話第767話 | 歌って踊れる忍者         | 浦沢義雄 | 鈴木幸雄     | 鈴木幸雄   | 中島豊秋 山崎輝彦 | 5月25日       |
| 第41話第768話 | 八方斎のスカウト         | 浦沢義雄 | 鈴木幸雄     | 鈴木幸雄   | 中島豊秋 山崎輝彦 | 5月28日       |
| 第42話第769話 | 七松小平太のスランプ     | 浦沢義雄 | 鈴木幸雄     | 鈴木幸雄   | 中島豊秋 山崎輝彦 | 5月29日       |
| 第43話第770話 | 利吉が来る理由           | 浦沢義雄 | 望月智充     | 成川武千嘉 | 吉崎誠            | 5月30日       |
| 第44話第771話 | おりん婆さんの着物       | 浦沢義雄 | 青木佐恵子   | 成川武千嘉 | 吉崎誠            | 5月31日       |
| 第45話第772話 | 誰かが住む               | 浦沢義雄 | 青木佐恵子   | 成川武千嘉 | 吉崎誠            | 6月1日        |
| 第46話第773話 | ドクササコの偵察         | 浦沢義雄 | 望月智充     | 近藤優次   | 近藤優次          | 6月4日        |
| 第47話第774話 | 優れたしんべヱ           | 浦沢義雄 | 望月智充     | 近藤優次   | 近藤優次          | 6月5日        |
| 第48話第775話 | ネズミ男                 | 浦沢義雄 | 山田みちしろ | 近藤優次   | 近藤優次          | 6月6日        |
| 第49話第776話 | 疑惑のマラソン           | 浦沢義雄 | 橋本三郎     | 橋本三郎   | 水村十司          | 6月7日        |
| 第50話第777話 | ふぶ鬼の相談             | 浦沢義雄 | 橋本三郎     | 橋本三郎   | 水村十司          | 6月8日        |
| 第51話第778話 | ラッキョウ娘             | 浦沢義雄 | 橋本三郎     | 橋本三郎   | 水村十司          | 6月11日       |
| 第52話第779話 | 鬼蜘蛛丸の修行           | 浦沢義雄 | 鈴木卓夫     | 鈴木卓夫   | 今沢恵子          | 6月12日       |
| 第53話第780話 | 忍者のきびしさ           | 浦沢義雄 | 鈴木卓夫     | 鈴木卓夫   | 遠藤靖裕          | 6月13日       |
| 第54話第781話 | 農家はおばけ屋敷         | 浦沢義雄 | 鈴木卓夫     | 鈴木卓夫   | 鈴木玲子          | 6月14日       |
| 第55話第782話 | まんじゅう争奪戦         | 阪口和久 | 志村錠児     | 志村錠児   | 三浦悦子          | 6月15日       |
| 第56話第783話 | 宿題が多い               | 浦沢義雄 | 鈴木卓夫     | 鈴木卓夫   | 中島豊秋 佐野隆雄 | 6月18日       |
| 第57話第784話 | 八方斎の催眠術           | 浦沢義雄 | 鈴木卓夫     | 鈴木卓夫   | 中島豊秋 佐野隆雄 | 6月19日       |
| 第58話第785話 | 忍術の秘伝書             | 浦沢義雄 | 鈴木卓夫     | 鈴木卓夫   | 中島豊秋 佐野隆雄 | 6月20日       |
| 第59話第786話 | 牧之介のラッキョウ作り   | 浦沢義雄 | 望月智充     | 志村錠児   | 三浦悦子          | 6月21日       |
| 第60話第787話 | しめりけ厳禁             | 阪口和久 | 志村錠児     | 志村錠児   | 三浦悦子          | 6月22日       |
| 第61話第788話 | 父ちゃん海外進出         | 浦沢義雄 | 鈴木トシオ   | 近藤優次   | 近藤優次          | 6月25日       |
| 第62話第789話 | 戦輪のテスト             | 浦沢義雄 | 望月智充     | 近藤優次   | 近藤優次          | 6月26日       |
| 第63話第790話 | 100%忍者                 | 阪口和久 | 望月智充     | 近藤優次   | 近藤優次          | 6月27日       |
| 第64話第791話 | 心をひとつに…            | 浦沢義雄 | 佐々木和宏   | 成川武千嘉 | 吉崎誠            | 6月28日       |
| 第65話第792話 | くノ一の遠足             | 浦沢義雄 | 志村錠児     | 成川武千嘉 | 吉崎誠            | 6月29日       |
| 第66話第793話 | 安藤先生の皮肉           | 浦沢義雄 | 福冨博       | 成川武千嘉 | 吉崎誠            | 7月2日        |
| 第67話第794話 | まさかの秘密テスト       | 浦沢義雄 | 望月智充     | 望月智充   | 浅野文彰          | 7月3日        |
| 第68話第795話 | 野牛金鉄の修行           | 浦沢義雄 | 福冨博       | 横山広行   | 川口博史          | 7月4日        |
| 第69話第796話 | 深夜の奉仕活動           | 浦沢義雄 | 鈴木トシオ   | 横山広行   | 浅野文彰          | 7月5日        |
| 第70話第797話 | 飛び込み                 | 浦沢義雄 | 鈴木卓夫     | 鈴木卓夫   | 遠藤靖裕          | 7月6日        |
| 第71話第798話 | 斜堂先生のアルバイト     | 浦沢義雄 | 鈴木卓夫     | 鈴木卓夫   | 武内啓            | 7月9日        |
| 第72話第799話 | ヘムヘムと小松田         | 浦沢義雄 | 鈴木卓夫     | 鈴木卓夫   | 武内啓            | 7月10日       |
| 第73話第800話 | 赤ちゃんが来た           | 大和屋暁 | 芝山努       | 望月智充   | 大武正枝          | 7月11日       |
| 第74話第801話 | 聞いてよ                 | 大和屋暁 | 望月智充     | 望月智充   | 大武正枝          | 7月12日       |
| 第75話第802話 | おいしい料理のレシピ     | 浦沢義雄 | 橋本三郎     | 鈴木卓夫   | 武内啓            | 7月13日       |
| 第76話第803話 | さぼりかた               | 浦沢義雄 | 芝山努       | 鈴木幸雄   | 中島豊秋          | 7月16日       |
| 第77話第804話 | きらいなもの             | 浦沢義雄 | 細谷秋夫     | 鈴木幸雄   | 中島豊秋          | 7月17日       |
| 第78話第805話 | 父ちゃんの手伝い         | 浦沢義雄 | 鈴木幸雄     | 鈴木幸雄   | 中島豊秋          | 7月18日       |
| 第79話第806話 | 学園長の家出             | 浦沢義雄 | 志村錠児     | 志村錠児   | 三浦悦子          | 7月19日       |
| 第80話第807話 | カメ子のくノ一になりたい | 浦沢義雄 | 志村錠児     | 志村錠児   | 三浦悦子          | 7月20日       |

## 第10期
2002年4月1日から7月19日まで放送された。全80話、通算887回。
松尾銀三が2001年に逝去したことに伴い、本シリーズよりヘムへム役の声優が島田敏に変更された。
| 話数通算      | サブタイトル             | 脚本       | 絵コンテ   | 演出         | 作画監督              | 初放送日      |
| ------------- | ------------------------ | ---------- | ---------- | ------------ | --------------------- | ------------- |
| 第1話第808話  | カメ子の相談             | 浦沢義雄   | 木村哲     | 清水明       | 山崎展義              | 2002年 4月1日 |
| 第2話第809話  | 海の妖怪トモカヅキ       | 浦沢義雄   | 木村哲     | 清水明       | 手島典子              | 4月2日        |
| 第3話第810話  | トモカヅキの正体         | 浦沢義雄   | 木村哲     | 清水明       | 手島典子              | 4月3日        |
| 第4話第811話  | 妖怪ヌレオナゴ           | 浦沢義雄   | 木村哲     | 近藤優次     | 近藤優次              | 4月4日        |
| 第5話第812話  | 学園長のフィギュア       | 浦沢義雄   | 木村哲     | 近藤優次     | 近藤優次              | 4月5日        |
| 第6話第813話  | 校外学習のお知らせ       | 浦沢義雄   | 志村錠児   | 志村錠児     | 山田みちしろ          | 4月8日        |
| 第7話第814話  | キノコ山の日の出         | 浦沢義雄   | 志村錠児   | 志村錠児     | 山田みちしろ          | 4月9日        |
| 第8話第815話  | 夜明けの朝礼             | 浦沢義雄   | 望月智充   | 横山広行     | 大武正枝              | 4月10日       |
| 第9話第816話  | 給水ポイント             | 浦沢義雄   | 望月智充   | 横山広行     | 大武正枝              | 4月11日       |
| 第10話第817話 | 3つのコース              | 浦沢義雄   | 望月智充   | 横山広行     | 大武正枝              | 4月12日       |
| 第11話第818話 | ドクタケのサバイバル     | 浦沢義雄   | 木村哲     | 成川武千嘉   | 遠藤靖裕              | 4月15日       |
| 第12話第819話 | クラブ活動               | 浦沢義雄   | 木村哲     | 成川武千嘉   | 鈴木玲子              | 4月16日       |
| 第13話第820話 | 丘の下の作戦             | 浦沢義雄   | 木村哲     | 成川武千嘉   | 鈴木玲子              | 4月17日       |
| 第14話第821話 | 霜鬼の失格               | 浦沢義雄   | 木村哲     | 岡英和       | 山田みちしろ          | 4月18日       |
| 第15話第822話 | 木の葉隠れしすぎ         | 浦沢義雄   | 木村哲     | 岡英和       | 三浦悦子              | 4月19日       |
| 第16話第823話 | 学園長の家庭訪問         | 浦沢義雄   | 鈴木卓夫   | 鈴木卓夫     | 川口博史              | 4月22日       |
| 第17話第824話 | 謎の注文                 | 浦沢義雄   | 鈴木卓夫   | 鈴木卓夫     | 六崎光幸              | 4月23日       |
| 第18話第825話 | キノコ谷の宴会           | 浦沢義雄   | 鈴木卓夫   | 鈴木卓夫     | 六崎光幸              | 4月24日       |
| 第19話第826話 | オシロイシメジの花見     | 浦沢義雄   | 木村哲     | 横山広行     | 大武正枝              | 4月25日       |
| 第20話第827話 | 低みの見物               | 浦沢義雄   | 木村哲     | 横山広行     | 大武正枝              | 4月26日       |
| 第21話第828話 | 大きなモグラ             | 浦沢義雄   | 志村錠児   | 志村錠児     | 山田みちしろ          | 4月29日       |
| 第22話第829話 | 合戦場のおにぎり         | 浦沢義雄   | 大宅光子   | 近藤優次     | 近藤優次              | 4月30日       |
| 第23話第830話 | ふくしゅう？             | 阪口和久   | 大宅光子   | 岡英和       | 山田みちしろ          | 5月1日        |
| 第24話第831話 | 黄金の手裏剣             | 浦沢義雄   | 根岸宏樹   | 横山広行     | 大武正枝              | 5月2日        |
| 第25話第832話 | 刀を作って               | 阪口和久   | 吉田光春   | 清水明       | 手島典子              | 5月3日        |
| 第26話第833話 | 友人のひ孫               | 浦沢義雄   | 木村哲     | 清水明       | 山崎展義              | 5月6日        |
| 第27話第834話 | 水月の術                 | 浦沢義雄   | 木村哲     | 清水明       | 手島典子              | 5月7日        |
| 第28話第835話 | 突庵さんを守れ           | 浦沢義雄   | 木村哲     | 近藤優次     | 近藤優次              | 5月8日        |
| 第29話第836話 | 敵はどこに               | 浦沢義雄   | 望月智充   | 近藤優次     | 近藤優次              | 5月9日        |
| 第30話第837話 | 復讐の落書き             | 浦沢義雄   | 望月智充   | 横山広行     | 遠藤靖裕              | 5月10日       |
| 第31話第838話 | ドクタマの招待           | 浦沢義雄   | 木村哲     | 岡英和       | 山田みちしろ          | 5月13日       |
| 第32話第839話 | トモミの仕切り           | 浦沢義雄   | 木村哲     | 岡英和       | 山田みちしろ          | 5月14日       |
| 第33話第840話 | 魔界之先生の部屋         | 浦沢義雄   | 木村哲     | 岡英和       | 山田みちしろ          | 5月15日       |
| 第34話第841話 | 謎の忍者たち             | 浦沢義雄   | 鈴木卓夫   | 鈴木卓夫     | 市来剛                | 5月16日       |
| 第35話第842話 | ドクアジロガサの恨み     | 浦沢義雄   | 木村哲     | 近藤優次     | 近藤優次              | 5月17日       |
| 第36話第843話 | おばちゃんの涙           | 田村竜     | 根岸宏樹   | 横山広行     | 鈴木玲子              | 5月20日       |
| 第37話第844話 | 僕たち優等生             | 田村竜     | 根岸宏樹   | 横山広行     | 三浦悦子 山田みちしろ | 5月21日       |
| 第38話第845話 | くノ一の食事当番         | 浦沢義雄   | 鈴木卓夫   | 鈴木卓夫     | 市来剛                | 5月22日       |
| 第39話第846話 | カメ子の突然…            | 浦沢義雄   | 鈴木卓夫   | 鈴木卓夫     | 市来剛                | 5月23日       |
| 第40話第847話 | 教師への道               | 浦沢義雄   | 芝山努     | 六崎光幸     | 六崎光幸              | 5月24日       |
| 第41話第848話 | 一年ろ組の暗さ           | 浦沢義雄   | 片渕須直   | 六崎光幸     | 六崎光幸              | 5月27日       |
| 第42話第849話 | おりんの腰痛             | 浦沢義雄   | 片渕須直   | 六崎光幸     | 六崎光幸              | 5月28日       |
| 第43話第850話 | 図書室の人               | 浦沢義雄   | 望月智充   | 近藤優次     | 近藤優次              | 5月29日       |
| 第44話第851話 | ジュンコの家出           | 浦沢義雄   | 鴫野彰     | 近藤優次     | 近藤優次              | 5月30日       |
| 第45話第852話 | 金楽寺のおしるこ         | 浦沢義雄   | 木村哲     | 近藤優次     | 近藤優次              | 5月31日       |
| 第46話第853話 | 釣れた男                 | 浦沢義雄   | 片渕須直   | 橋本三郎     | 水村十司              | 6月3日        |
| 第47話第854話 | 戦輪コンテスト           | 浦沢義雄   | 木村哲     | 橋本三郎     | 水村十司              | 6月4日        |
| 第48話第855話 | 風魔の後継者             | 浦沢義雄   | 入好さとる | 橋本三郎     | 鈴木玲子              | 6月5日        |
| 第49話第856話 | スランプ脱出             | 浦沢義雄   | 木村哲     | 山田みちしろ | 山田みちしろ          | 6月6日        |
| 第50話第857話 | ユキの料理               | 浦沢義雄   | 佐藤卓哉   | 山田みちしろ | 山田みちしろ          | 6月7日        |
| 第51話第858話 | 新しいうどん屋           | 浦沢義雄   | 木村哲     | 山田みちしろ | 高野登                | 6月10日       |
| 第52話第859話 | ナメタケ城の若様         | 浦沢義雄   | 木村哲     | 成川武千嘉   | 三浦悦子 山田みちしろ | 6月11日       |
| 第53話第860話 | 魔界之小路の悩み         | 浦沢義雄   | 志村錠児   | 成川武千嘉   | 遠藤靖裕              | 6月12日       |
| 第55話第862話 | 父ちゃんのすごさ         | 浦沢義雄   | 木村哲     | 市来剛       | 市来剛                | 6月14日       |
| 第56話第863話 | 多田堂禅が来た           | 浦沢義雄   | 望月智充   | 市来剛       | 市来剛                | 6月17日       |
| 第57話第864話 | 美しき青春               | 浦沢義雄   | 志村錠児   | 市来剛       | 市来剛                | 6月18日       |
| 第58話第865話 | ドクタケの予行演習       | 浦沢義雄   | 木村哲     | 近藤優次     | 近藤優次              | 6月19日       |
| 第59話第866話 | ふぶ鬼の宿題             | 浦沢義雄   | 木村哲     | 近藤優次     | 近藤優次              | 6月20日       |
| 第60話第867話 | 社会見学                 | 浦沢義雄   | 木村哲     | 近藤優次     | 近藤優次              | 6月21日       |
| 第61話第868話 | 午後の共同授業           | 浦沢義雄   | 志村錠児   | 横山広行     | 柳田義明              | 6月24日       |
| 第62話第869話 | 一年は組のチームワーク   | 浦沢義雄   | 吉田光春   | 横山広行     | 鈴木玲子              | 6月25日       |
| 第63話第870話 | 日銭屋おりんがやってきた | 田村竜     | 入好さとる | 横山広行     | 鈴木玲子              | 6月26日       |
| 第64話第871話 | 古い鉦                   | 浦沢義雄   | 岡英和     | 岡英和       | 木村文代              | 6月27日       |
| 第65話第872話 | 食堂のまかない           | 浦沢義雄   | 岡英和     | 岡英和       | 木村文代              | 6月28日       |
| 第66話第873話 | 八方斎の秘密             | 浦沢義雄   | 岡英和     | 岡英和       | 木村文代              | 7月1日        |
| 第67話第874話 | くノ一の先生になる       | 浦沢義雄   | 吉田光春   | 成川武千嘉   | 六崎光幸              | 7月2日        |
| 第68話第875話 | 中在家の商人             | 浦沢義雄   | 木村哲     | 成川武千嘉   | 遠藤靖裕              | 7月3日        |
| 第69話第876話 | 黒古毛先生のそうなん     | 浦沢義雄   | 木村哲     | 近藤優次     | 三浦悦子 山田みちしろ | 7月4日        |
| 第70話第877話 | 肉ジャガを守れ           | 浦沢義雄   | 木村哲     | 山田みちしろ | 高野登                | 7月5日        |
| 第71話第878話 | くノ一のおせっかい       | 浦沢義雄   | 入好さとる | 山田みちしろ | 山田みちしろ          | 7月8日        |
| 第72話第879話 | わざわいする性格         | 浦沢義雄   | 河内日出夫 | 山田みちしろ | 山田みちしろ          | 7月9日        |
| 第73話第880話 | 北石照代の悩み           | 浦沢義雄   | 佐藤卓哉   | 市来剛       | 市来剛                | 7月10日       |
| 第74話第881話 | ヘムヘムの先生           | 浦沢義雄   | 芝山努     | 市来剛       | 市来剛                | 7月11日       |
| 第75話第882話 | 利吉が来た               | 浦沢義雄   | 木村哲     | 市来剛       | 市来剛                | 7月12日       |
| 第76話第883話 | 秘密の参観日             | 浦沢義雄   | 木村哲     | 近藤優次     | 近藤優次              | 7月15日       |
| 第77話第884話 | 火気厳禁                 | 阪口和久   | 志村錠児   | 近藤優次     | 近藤優次              | 7月16日       |
| 第78話第885話 | 仏像のモデル             | 阪口和久   | 根岸宏樹   | 近藤優次     | 近藤優次              | 7月17日       |
| 第79話第886話 | 海は怖かった             | 河内日出夫 | 河内日出夫 | 山田みちしろ | 山田みちしろ          | 7月18日       |
| 第80話第887話 | 今ごろわかった           | 河内日出夫 | 河内日出夫 | 山田みちしろ | 山田みちしろ          | 7月19日       |

## 反響
第9期より開始したしんべヱと喜三太の2人が仙蔵を振り回す「厳禁シリーズ」は元々単発エピソードとして制作されたが、放送後の反響が大きく、毎シリーズ制作されるようになった。後述する人気エピソード投票では20位中5話が厳禁シリーズとなっている。第2期から第29期まで監督を務め、第30期からアニメーション監修を担当している河内日出夫は「こういうのが受けるんだ」と驚いたという。脚本を担当している阪口は「書いてるときにはまさかこんなに人気が出るとは、正直思っていませんでした（笑）」と語っている。同シリーズの人気をきっかけに第16期からきり丸と文次郎、小平太、長次がアルバイトに奮闘する「アルバイトシリーズ」、第19期から乱太郎と伊作の不運に留三郎が巻き込まれる「同室シリーズ」といった六年生と一年生が関わるシリーズが制作されるようになった。
2008年に公式サイトで行われた「好きな！おはなしとうひょう」では第2期第65話と第10期第2話が5位に、第9期第42話が6位に、第1期第1話と第9期第60話が12位に、第10期第15話が16位に、第1期第28話が18位に、第3期第104話と第10期第77話が20位にランクインした。